# Stade Geoffroy-Guichard
Pour les articles homonymes, voir Guichard.

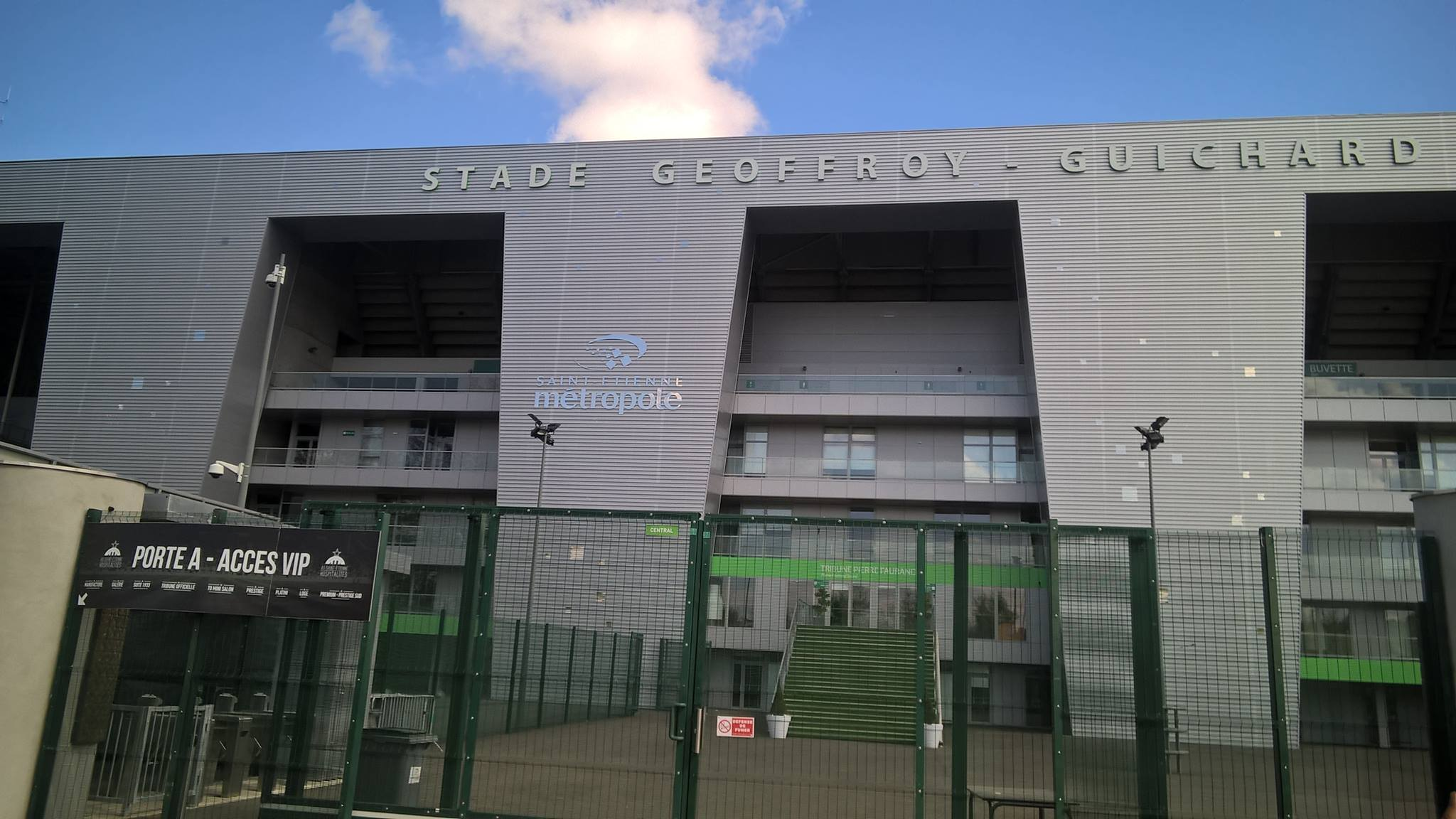
Accès principal du Stade Geoffroy-Guichard en 2017

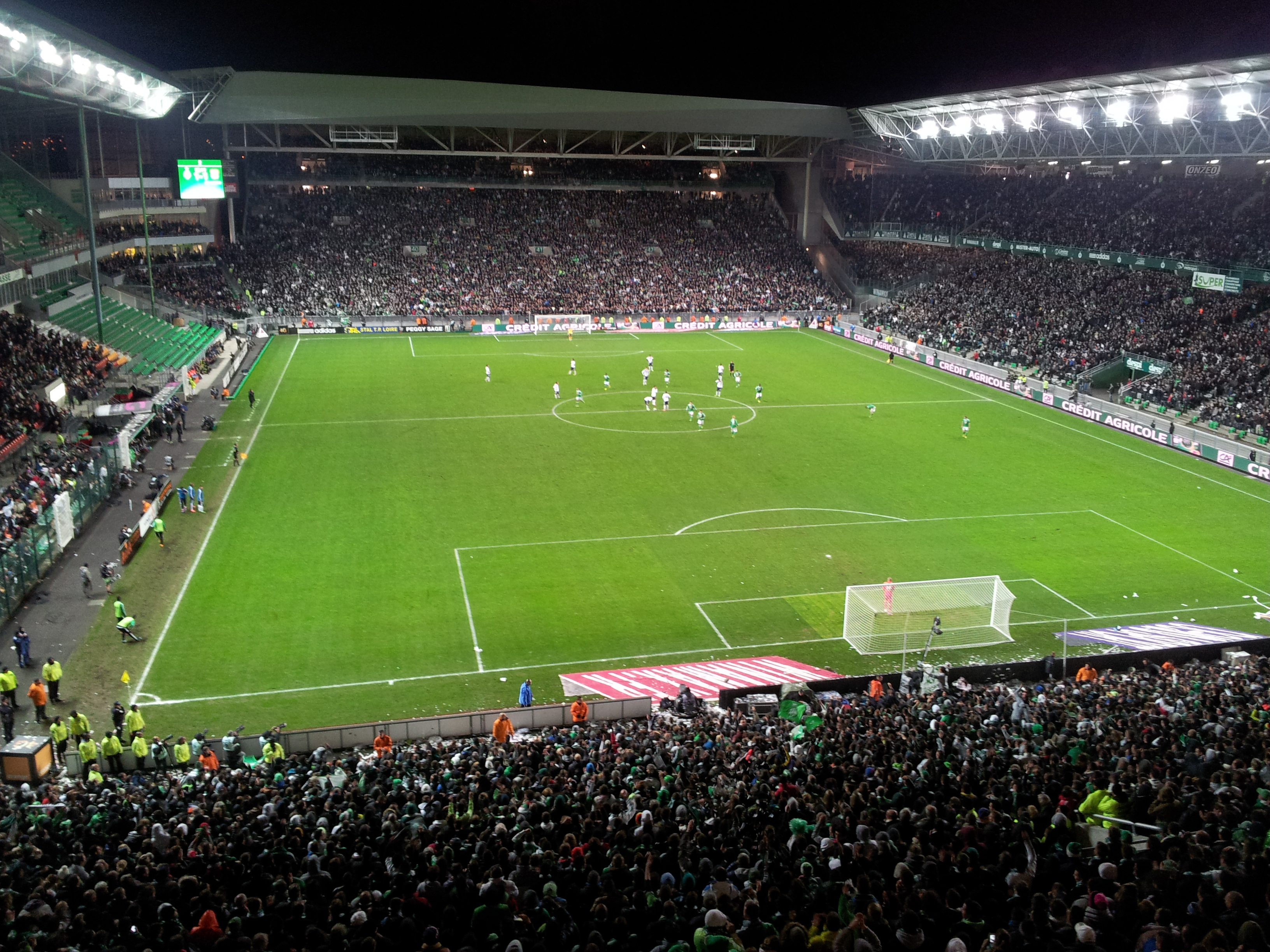
Le Chaudron au moment de sa rénovation en 2013 pour l'Euro 2016.

Le stade Geoffroy-Guichard, surnommé « le Chaudron », est un des stades sportifs de l’AS Saint Etienne, situé à Saint-Étienne, construit en 1930. Il est situé au nord de la ville dans le quartier de Carnot Le Marais.
C'est le stade où se jouent les matchs de football de l'AS Saint-Étienne en Ligue 1. À l'origine, il s'agit d'un vaste terrain de 40 000 m2 acheté par Geoffroy Guichard, fondateur des magasins Casino, qui désirait un stade pour son équipe. Il est inauguré le 13 septembre 1931 à l'occasion d'un match de football. Cannes bat l'AS Stéphanoise par 8 à 3 en football et AS Montferrand bat Saint-Etienne par 32 à 11 en rugby. Il comprend à l'époque une piste d'athlétisme et une tribune principale de 1 000 places. Au fur et à mesure du temps et des succès de son club résident, dix fois vainqueur du championnat de France de football de première division entre 1957 et 1981, soit près d’une fois sur deux, l'enceinte est agrandie et rénovée plusieurs fois. Les derniers travaux de rénovation en vue de l'Euro 2016 portent sa capacité à 41 965 places assises. Il est ainsi le septième stade français en termes de capacité d’accueil. Le stade peut également accueillir diverses manifestations (matchs de rugby à XV, concerts, etc.).

Ancien logo du club de l'AS Saint-Étienne.

## Histoire

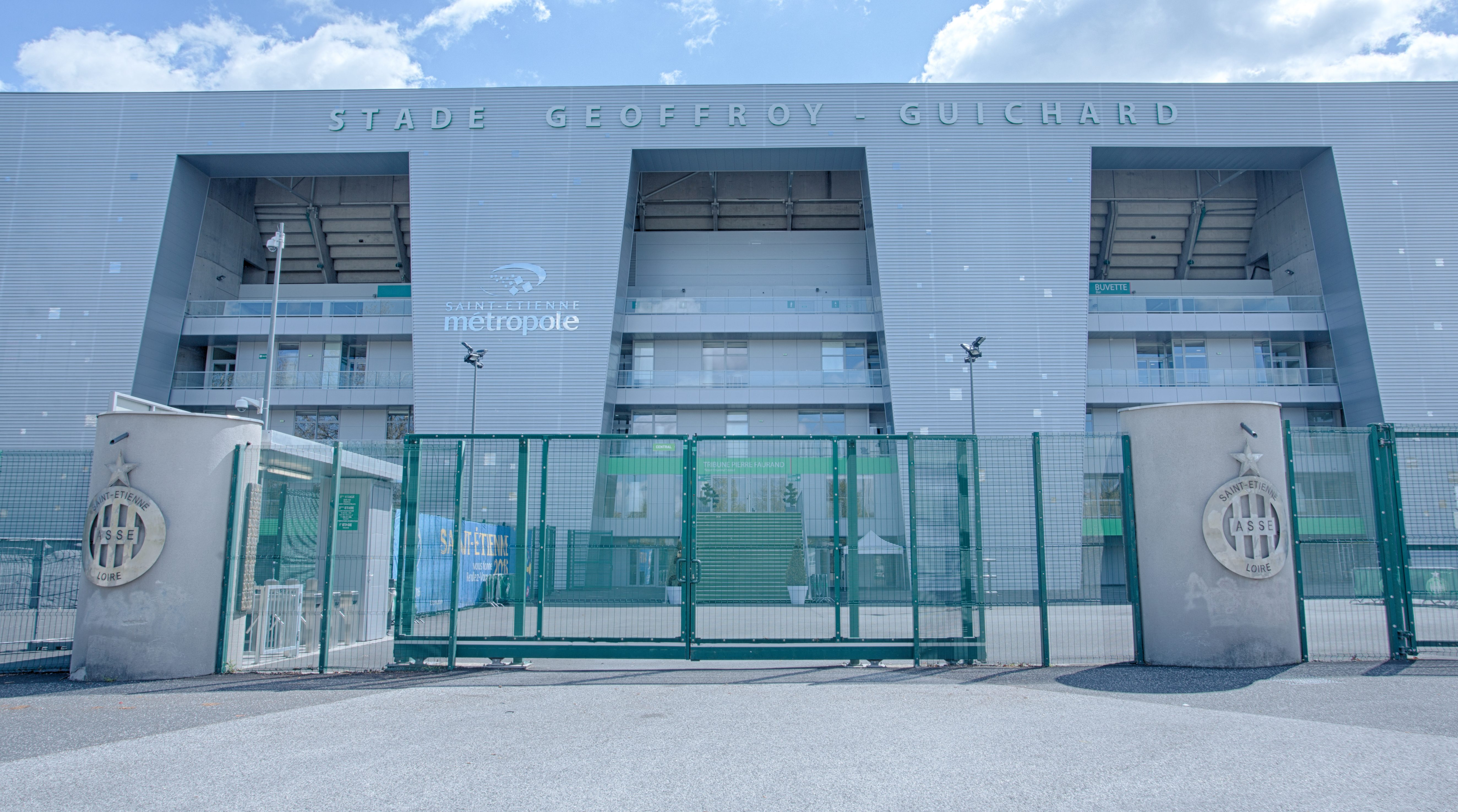
L'entrée principale du stade Geoffroy-Guichard, en tribune Pierre Faurand, en 2016.

Geoffroy Guichard, fondateur des magasins Casino, dont le siège est à Saint-Étienne, à l'origine de la création de l'AS Saint-Étienne, achète un terrain de 40 000 m2 à la duchesse de Broglie, fille du baron de Rochetaillée sur le site de l'Étivalière le 19 mai 1930. Le terrain servait auparavant de dépôts à détritus pour la ville. Le 10 août 1930, une société Les Amis du sport est créée afin de récolter des fonds pour la construction du stade, elle décide de donner le nom de Geoffroy Guichard à la future enceinte. La société récolte près de 600 000 francs en une dizaine de jours afin de financer la tribune.
La construction du stade débute en septembre 1930 sur les plans originaux des architectes stéphanois Thierry Meyer et Michael Saidoun. Elle est confiée à la société de construction parisienne qui a fait naître le stade olympique de Colombes. L'emplacement est marécageux et les premiers travaux consistent à niveler l'espace afin d'avoir un sol imperméable. Près de 11 000 m3 sont étalés pour former une couche de 30 centimètres.
Comme le veut la tradition à l'époque, le stade a vocation à être omnisports : il est composé d'un terrain de 100 × 66 mètres encerclé par une piste d'athlétisme de 400 mètres de long et 6 mètres de large ainsi que d'une tribune de 1 000 places. À côté, sont érigés un terrain de basket et un autre de volley. Sous la tribune principale, on trouve les vestiaires, douches et bureaux. Deux buttes en terre situées derrière les buts servent de tribunes supplémentaires. Le stade peut alors accueillir 10 000 personnes.
L'inauguration se déroule le 13 septembre 1931, à l'occasion d'une défaite contre l'AS Cannes, demi-finaliste de la Coupe de France. Le programme des festivités comprend également de l'athlétisme avec une course de relais, des concours de sauts et lancers. La journée se termine par un match de rugby à XV entre l'Association sportive montferrandaise et l'ASS-SFU.
L'ASSE y dispute un premier match avec le statut professionnel le 17 septembre 1933, face au FAC Nice. Ce premier match professionnel se solde par une victoire 3-2. Mais le FAC Nice déclarera un forfait général peu de temps après. La fédération déclare nuls tous les résultats obtenus par les adversaires du club. Avec l'annulation de ce match, il est désormais considéré que le premier match professionnel "officiel" disputé est le deuxième de la saison, joué à Geoffroy-Guichard le premier octobre, pour une nouvelle victoire 1-0 des verts contre Béziers. Et les Verts remporteront cette première année leurs sept matchs de la saison régulière à domicile ! Toutefois, ils concédent deux nuls lors des barrages d’accession au printemps, ratant du coup la montée en première division (notamment un nul contre Mulhouse 1-1, alors qu'une victoire aurait suffi à accrocher le ticket pour l'élite).
En 1936, derrière chaque but, des buttes en terre sont aménagées pour créer les tribunes « populaires ». En 1938, on construit une deuxième tribune latérale, qui deviendra la tribune Henri Point ; la capacité du stade est alors de 15 000 spectateurs.
La famille Guichard cède le stade à une SCI en 1957 puis, le 14 juin 1965, la Société immobilière du stade Geoffroy-Guichard cède les installations à la ville de Saint-Étienne pour 135 millions de francs.
Depuis le 1er janvier 2001, le stade est géré par Saint-Étienne Métropole tout en restant la propriété de la ville.

## Structure et équipements

### Architecture

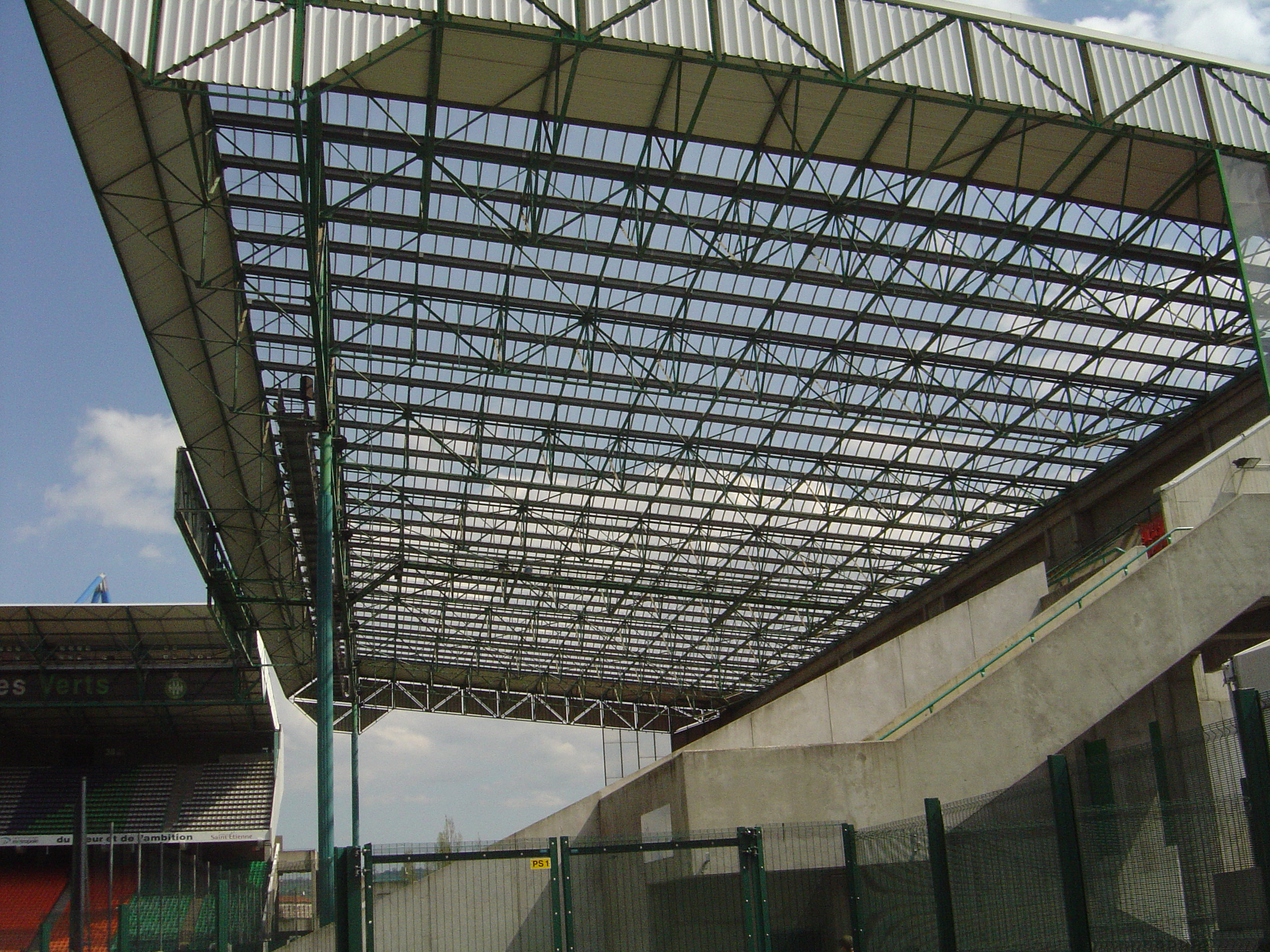
Le toit en plexiglas du Kop Sud (tribune Snella) construit en 1984 et détruit en 2012.

Le stade Geoffroy-Guichard est un stade avec des virages liants les tribunes longitudinales. Les quatre tribunes qui composent le stade ont pour nom :
- Charles Paret[b] (ou tribune Nord) : 10 085 places, dont 2 129 à l'étage supérieur.
- Jean Snella[c] (ou tribune Sud) : 10 145 places, dont 2 328 à l'étage supérieur. La tribune a eu pour particularité d'avoir un toit en plexiglas entre 1983 et 2012[4].
- Pierre Faurand[d] (ou tribune officielle ou tribune Ouest) :

7 606 places, dont 18 loges et 1 200 places VIP. Cette tribune abrite également les vestiaires, et les anciens bureaux du club. La migration du siège du club au Centre de formation de l'ASSE à L'Étrat a permis de créer de nouvelles loges, ce qui permet au club de disposer de 1 800 m2 d'espaces réceptifs.
- Henri Point[e] (tribune latérale ou tribune Est) : 13 842 places, dont 2 100 pour les supporters adverses.

Les premières tribunes derrière les buts étaient construites sur des buttes en terre. En 1979, ces tribunes sont reconstruites en partie avec des gradins en béton et une accentuation de la pente de ces derniers permettant de gagner 3 000 places. Avec la rénovation pour l'Euro 1984, ces tribunes sont agrandies avec 15 000 places « en corbeille ». La même technique est utilisée en 1994 pour la tribune Henri Point qui reçoit 2 000 places supplémentaires et un toit maintenu par quatre poteaux. Ces travaux suppriment les anciens pylônes qui servaient aux projecteurs d'éclairage pour l'intégrer directement dans le toit des tribunes. Ces toits, en Henri Point et Pierre Faurand, sont surmontés de structures métalliques. La tribune Pierre Faurand est réorganisée avec 4 escaliers structurants qui facilitent la circulation. Tous ces travaux ont permis de supprimer les poteaux qui gênaient dans l'enceinte la visibilité des spectateurs.

### Capacité

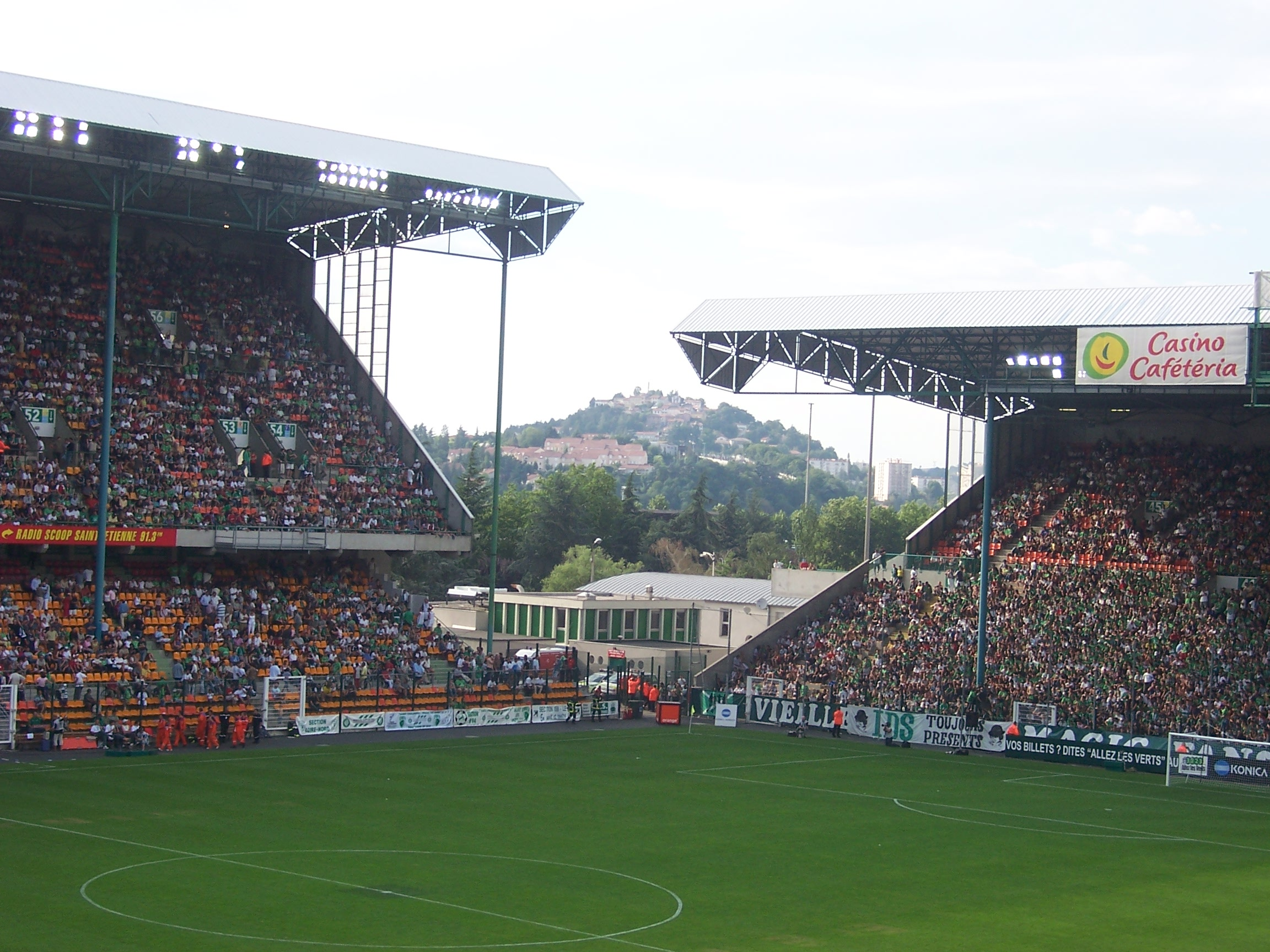
Tribunes Faurand et Paret lors d'un match de l'ASSE, en 2005.

Il est le 7e stade par sa capacité en France. Elle est aujourd'hui de 41 965 places assises mais celle-ci a évoluée au fil des aménagements et rénovations :
- 1 800 places (1931) avec une tribune
- 5 000 places (1935) avec ajout d'une butte derrière les buts
- 15 000 places (1938) avec une deuxieme tribune
- 30 000 places (1957)[8] avec 4 tribunes
- 39 570 places (1968)[9]
- 48 000 places, (1984) dont 22 200 assises (à la suite de la rénovation réalisée pour le Championnat d'Europe de football 1984) [9].
- 35 616 places assises (1998) - (à la suite de la rénovation réalisée pour la coupe du monde de football de 1998)
- 41 965 places assises (2014) - (à la suite de la rénovation pour l'Euro 2016)[f]

Le stade possède un secteur réservé aux supporters visiteurs de 2 100 places situé en tribune Henri Point.
En 2018, le stade a été choisi, aux côtés des stades d'Amiens, de Sochaux et de Lens, pour expérimenter des tribunes debout, interdites depuis la catastrophe de Furiani en 1992.

### Équipements

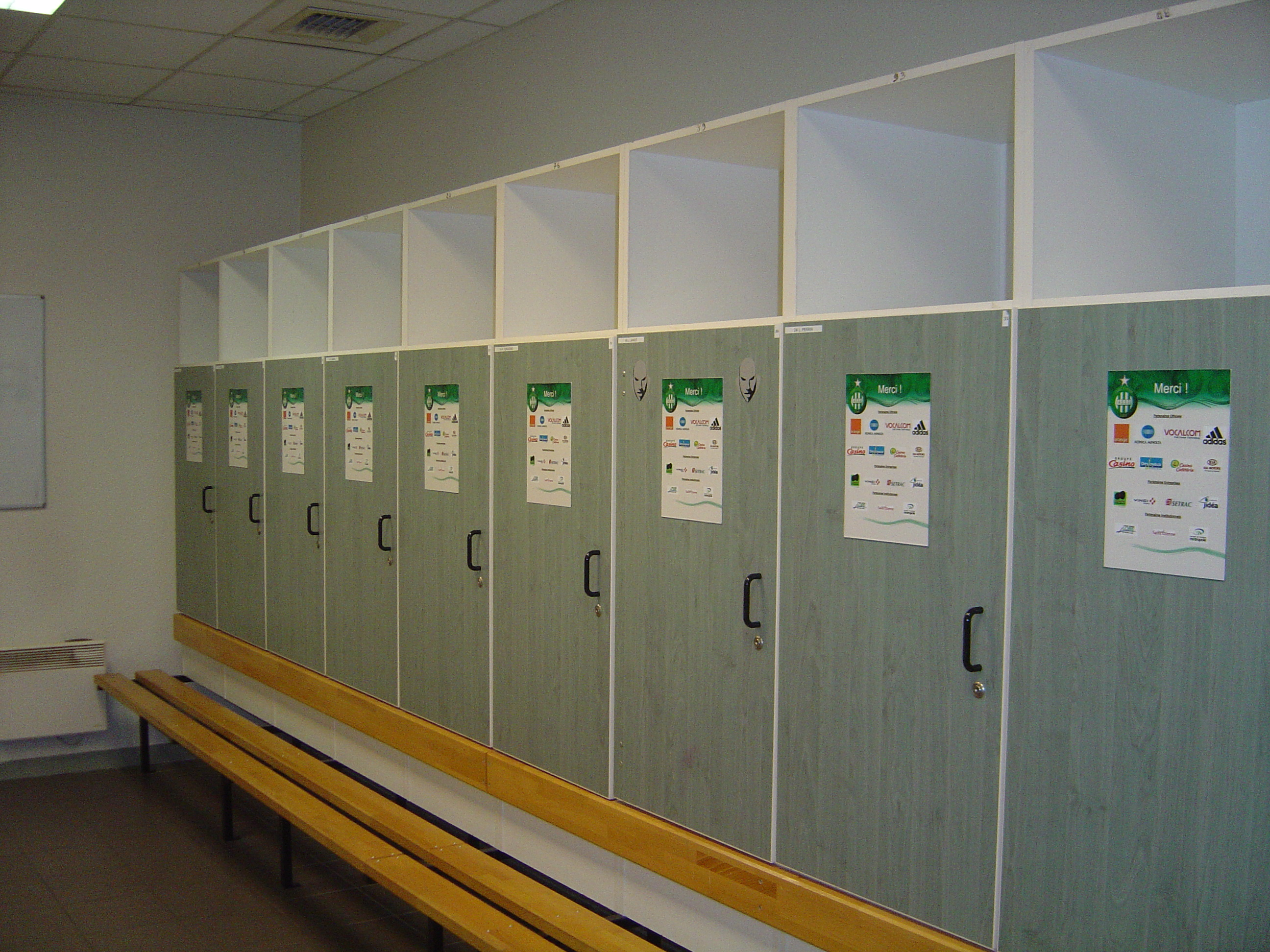
Ancien vestiaire des joueurs professionnels, dans les années 2000.

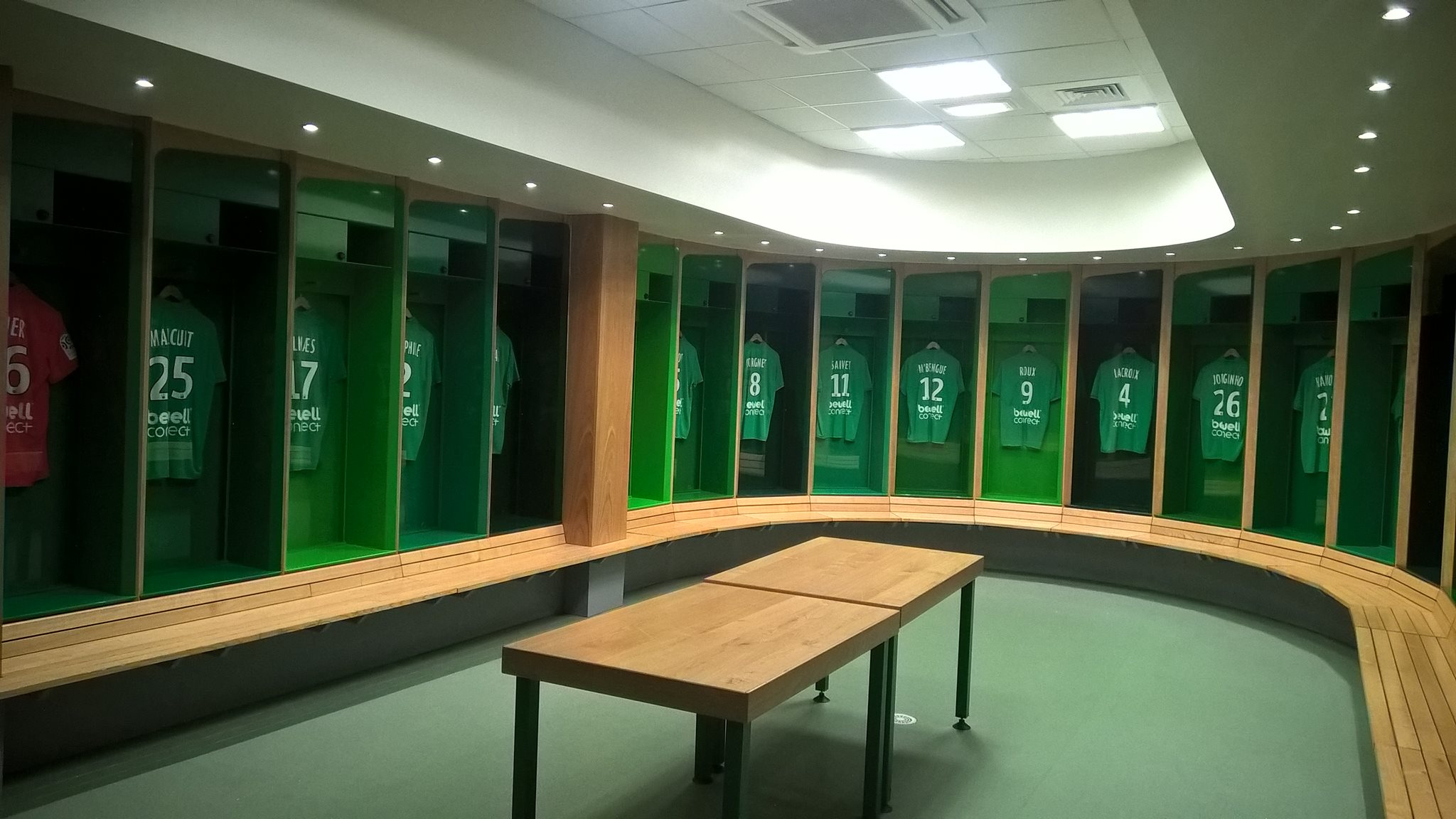
Le vestiaire des Verts avril 2017 après sa rénovation.

Le terrain de jeu du stade Geoffroy-Guichard mesure 105 × 68 mètres. La pelouse est composée d'un mélange de ray-grass (80 %) et de Fétuque rouge (20 %). L'éclairage est assuré par 192 lampes installées le haut de chacune des quatre tribunes. Le premier terrain d'entraînement, situé à côté du stade, a les mêmes dimensions. Les entraînements sont ensuite délocalisés à partir de 2005 au centre de l'Étrat.
Des terrains annexes sont disposés autour du stade mais l'un d'eux a disparu avec la rénovation du stade en 2016 et « À cause du recul de 18 mètres par rapport aux tribunes imposé par l’UEFA ». Un terrain annexe couvert a été inauguré en 1977.
En 1972, un bâtiment administratif abritant le siège du club est construit et prend appui sur la tribune Pierre Faurand. Ce bâtiment comprend un salon d'honneur et une salle de conférence. La même année, les vestiaires sont refaits et accueillent désormais un cabinet médical et une salle de rééducation moderne . En 1974, des locaux techniques ainsi que ceux de la section amateur sont aménagés sous la tribune Henri Point. Les vestiaires sont de nouveau modernisés en 1976.
Les vestiaires, bureaux administratifs et loges sont totalement réaménagés lors des travaux de rénovation pour la Coupe du monde 1998. Le stade possède désormais quatre vestiaires dont un avec sauna, bain et hammam ainsi qu'une salle de musculation et une salle de détente. La rénovation permet aussi d'installer le poste de sécurité qui dispose de 19 caméras réparties dans tout le stade et aux abords.
Le siège ainsi que les services administratifs sont transférés au centre de l'Étrat en février 2006.

## Évolution de l'enceinte

### Un stade «à l'anglaise»
En 1957, la piste d'athlétisme est supprimée afin d'augmenter la capacité des tribunes. Le public se rapproche de plus en plus des joueurs : on commence à parler d'un stade « à l'anglaise ». Mais ces travaux ont un coût que ne peut plus supporter la famille Guichard. Elle cède les installations à la Société immobilière du stade Geoffroy-Guichard. Le 14 juin 1965, la Société immobilière du stade Geoffroy-Guichard cède les installations à la ville de Saint-Étienne pour 135 millions de francs. La ville loue les installations à l'ASSE pour 1 franc symbolique pour une durée de 30 ans. En contre-partie, la ville s'engage à effectuer des travaux de modernisation et d'agrandissement. Les premiers travaux concernent l'éclairage : 4 pylônes sont érigés afin d'assurer un éclairage de 635 lux au sol en octobre 1965 ; ceux-ci perdureront jusqu'à la coupe du monde de 1998.
En 1968, les deux tribunes populaires derrière les buts sont couvertes. La tribune principale Henri Point est reconstruite (elle gardera son aspect jusqu'en 1997 et les travaux pour la coupe du monde) et inaugurée le 30 janvier 1969. Le stade compte alors 39 570 places. Le lendemain, l'ASSE reçoit les Écossais du Celtic Glasgow en coupe d'Europe des clubs champions. Les Verts l'emportent 2-0 (mais sont éliminés à la suite d'une défaite 0-4 au match retour).
Le club continue à se structurer, et en 1972 le président Roger Rocher fait construire un bâtiment administratif et sportif sous la tribune. Le but est inspiré des grands clubs européens : asseoir le club dans ses meubles. Les vestiaires annexes, sous la tribune Henri Point, sont achevés. L'ambiance qui se dégage de ce stade « à l'anglaise » lui vaut le surnom de « chaudron » par la presse locale depuis 1974 et un match contre Hajduk Split. Le terme de « volcan » était autrefois usité.
En 1977 est construit le terrain couvert annexe. En 1979, les gradins des tribunes situées derrière les buts sont reconstruits en béton, la pente est accentuée et 3 000 places supplémentaires sont aménagées.

### Rénovation pour l'Euro 1984
D'importants travaux débutent en décembre 1982 en vue d'accueillir l'Euro 1984. Cette volonté d'accueillir des compétitions internationales vient du président Roger Rocher. Il estime dans le ASSE Actualités du 22 novembre 1981 que « l’objectif est de créer 13 000 places assises ». Les travaux engagés permettent de gagner 15 000 places assises en les ajoutant en corbeille au-dessus des tribunes Pierre Faurand et des deux kops. La tribune d'honneur et le centre administratif attenant sont rasés et reconstruits. Le toit des gradins Sud est refait en plexiglas « afin de laisser les rayons du soleil réchauffer la pelouse même en hiver ». Les panneaux lumineux sont changés et deviennent électroniques pour afficher les scores et les compositions d'équipes. La capacité est portée à 48 274 places. Les travaux prennent fin en février 1984.
Deux matchs de la compétition se déroulent dans l'enceinte rénovée dont le France-Yougoslavie où l'ancien joueur stéphanois Michel Platini inscrit un triplé.
Le 11 mai 1985, le stade établit son record d'affluence lors du match de quart de finale de la Coupe de France contre le LOSC avec 47 747 spectateurs.

### Rénovation pour la Coupe du monde 1998
Le 18 octobre 1994, le stade est officiellement choisi par le comité d'organisation pour accueillir six rencontres de la coupe du monde de 1998. Trois projets sont présentés : le premier - retenu - comprend la rénovation de la tribune Pierre Faurand et Henri Point avec ajout de places, un deuxième qui en faisait un stade fermé de 40 000 places et un dernier avec une armature métallique traversant la pelouse. C'est le projet de Dominique Berger et André Jallon qui est finalement retenu.
Le stade doit subir d'importants travaux pour être aux normes FIFA pour un coût de 100 millions de francs (15 millions d'euros), plus 60 millions (9 millions d'euros) pour les abords du stade. Les coûts sont répartis entre l'État (34 millions de francs), la ville de Saint-Étienne (28 millions), le conseil régional de Rhône-Alpes (20 millions) et le conseil général de la Loire (16 millions).
L'adaptation du stade aux normes de la FIFA impose aux architectes quatre tribunes distinctes entre lesquelles il est impossible de circuler, alors que jusque-là seul un grillage d'enceinte encerclait le stade, permettant d'accéder à n'importe quelle tribune une fois entré dans le stade. Les places doivent toutes désormais êtres assises y compris dans les tribunes situées derrière les buts.
Les travaux débutent en mai 1996. Du 13 mai au 17 juillet, la pelouse est refaite et le terrain passe de 116 à 122 mètres de longueur. Cette augmentation de l'aire de jeux permet désormais l'organisation de match de rugby et des concerts. En décembre 1996, les travaux des tribunes derrière les buts sont terminés : les places debout sont remplacées par des marches et des fessiers. Les filets de protections et grillages sont remplacés et on installe de nombreuses caméras permettant de surveiller l'intégralité des tribunes. Les loges et vestiaires de la tribune Pierre Faurand sont refaits à neuf début 1997. Un accès handicapés ainsi qu'un poste de sécurité sont installés. Un balcon de 3 000 places est ajouté, tandis que les pylônes de la tribune sont remplacés. Les autres pylônes d'éclairage sont démontés, remplacées par 192 lampes installées sur chacune des quatre tribunes. La tribune Henri Point subit les plus grosses modifications avec l'ajout de 3 000 places. Enfin, chaque tribune est desservie par une billetterie particulière, et dispose de ses propres sanitaires et de sa buvette.
Le 4 novembre 1997, le nouveau système d'éclairage est inauguré. Il comprend 192 projecteurs équipés de lampes aux halogénures métalliques réparties ainsi :
- 96 projecteurs pour la tribune Pierre Faurand
- 72 projecteurs pour la tribune Henri Point
- 12 projecteurs pour la tribune Jean Snella
- 12 projecteurs pour la tribune Charles Paret

Les travaux aux abords du stade comprennent l'amélioration de l'accès pour les piétons, la création de nouveaux parkings et accès au stade.
Le nouveau stade est inauguré le 12 mai 1998, un mois seulement avant le début de la compétition, lors d'un match opposant les équipes Espoirs de la France et du Brésil. Le trophée de la coupe du monde est présenté à cette occasion aux 20 000 spectateurs présents.

### Aménagements pour la Coupe du monde de rugby 2007

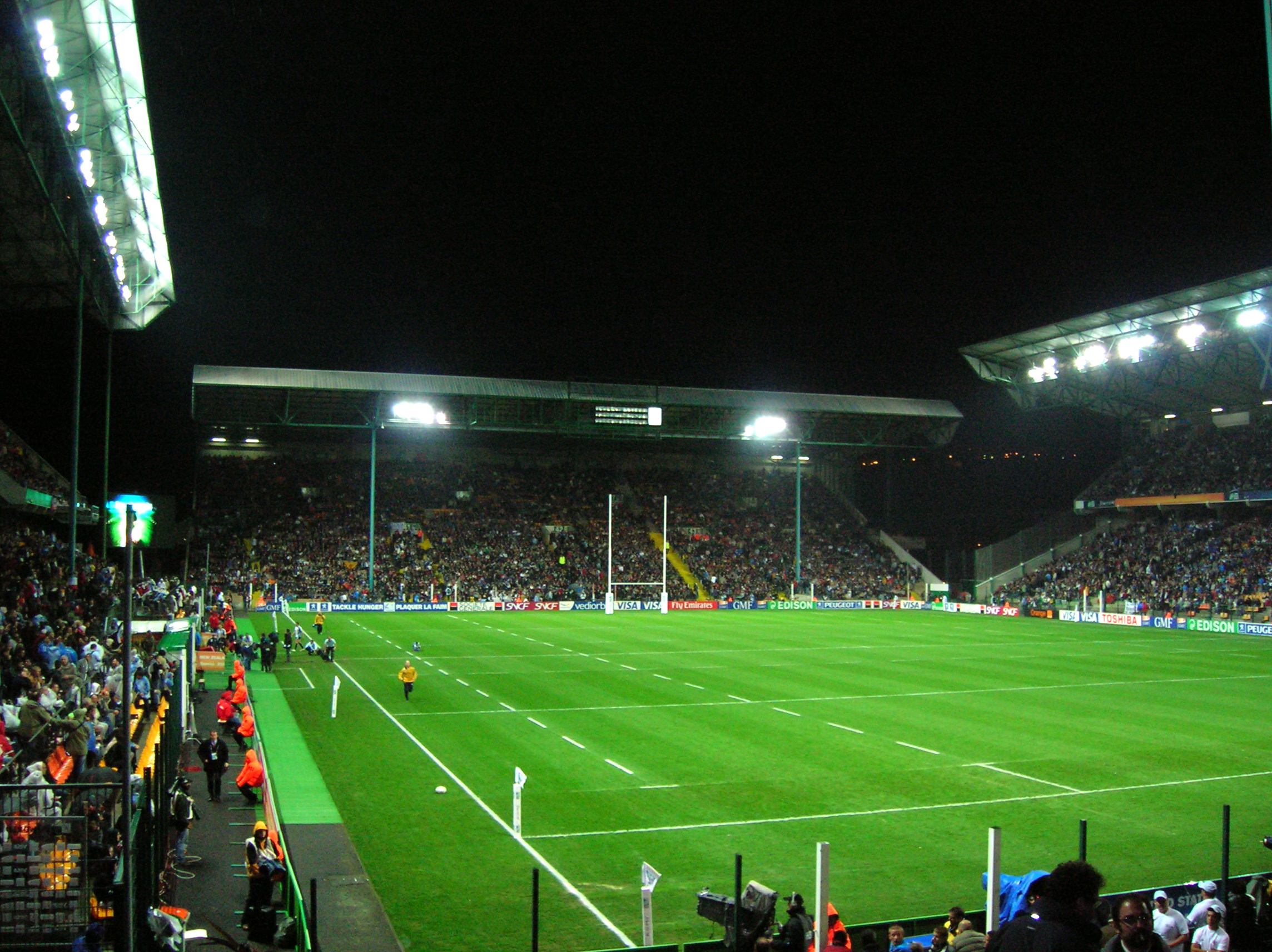
Le stade Geoffroy-Guichard durant la coupe du monde de rugby 2007.

En 2007, le stade est retenu pour accueillir trois rencontres de la coupe du monde de rugby 2007. De nouveaux travaux ont lieu : deux écrans géants sont installés dans deux des angles ouverts du stade.
Depuis l'été 2007, la toiture de la tribune officielle du stade est louée pour vingt ans à une société qui y installe 2 600 m2 de panneaux solaires. C'est l'une des surfaces les plus importantes, en France, de capteurs photovoltaïques ; d'une puissance de 216 750 Wc, ces panneaux permettent une production annuelle de 206 000 kWh,.

### Modernisation pour l'Euro 2016

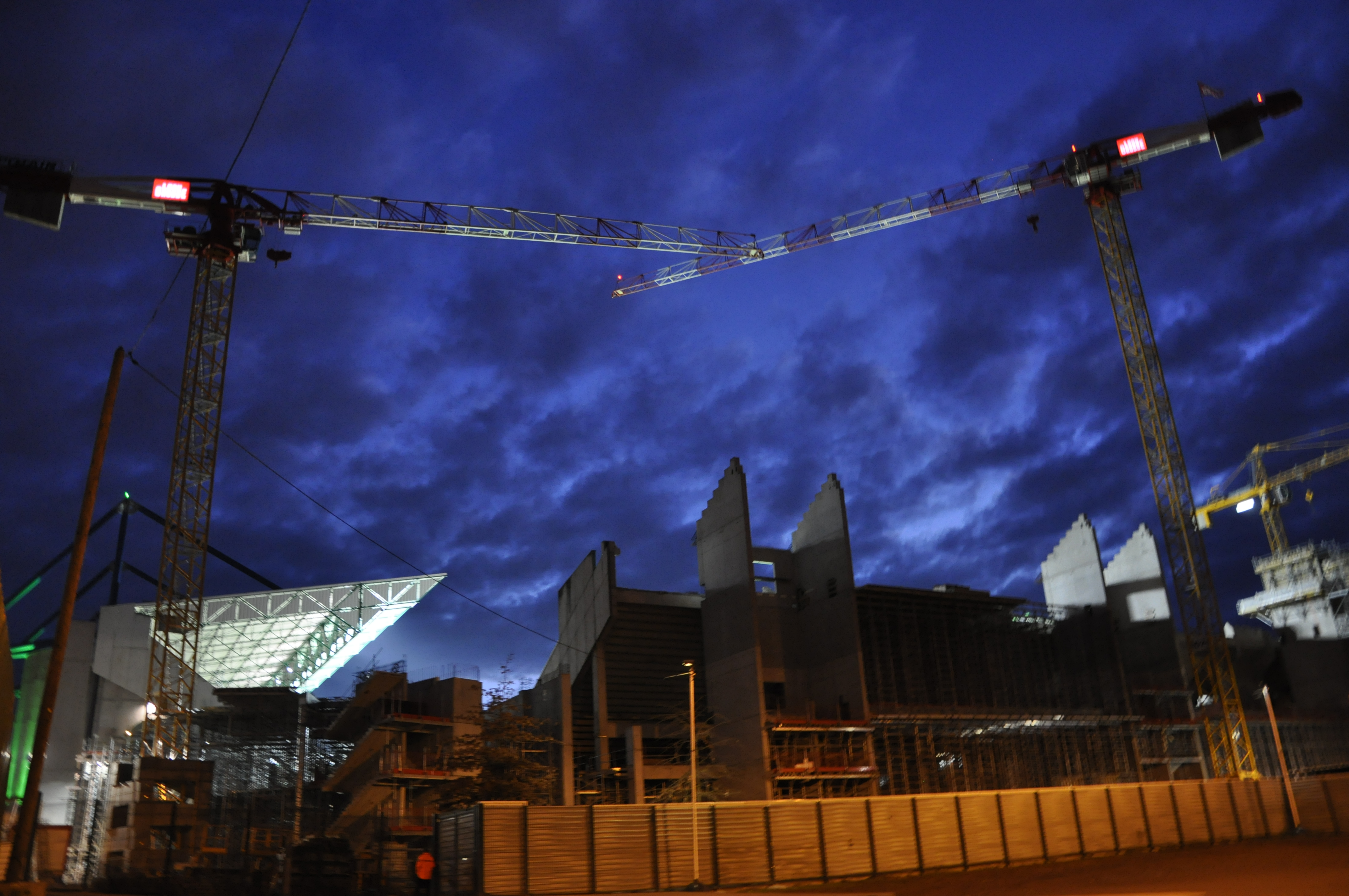
Rénovation du Kop Nord (tribune Paret) et création de tribunes et locaux dans les angles, en décembre 2011.

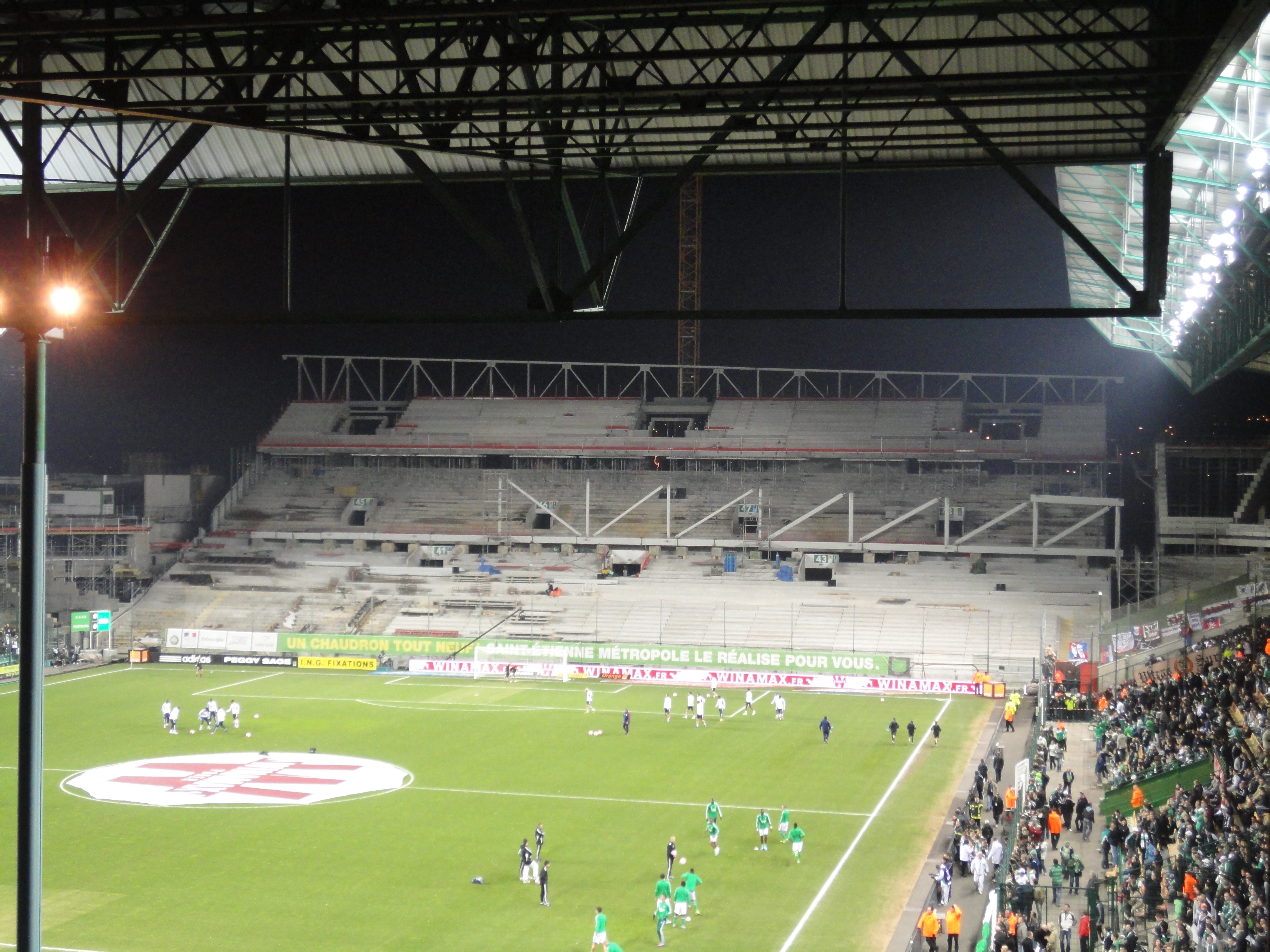
Tribune Charles Paret en travaux, le 17 mars 2012.

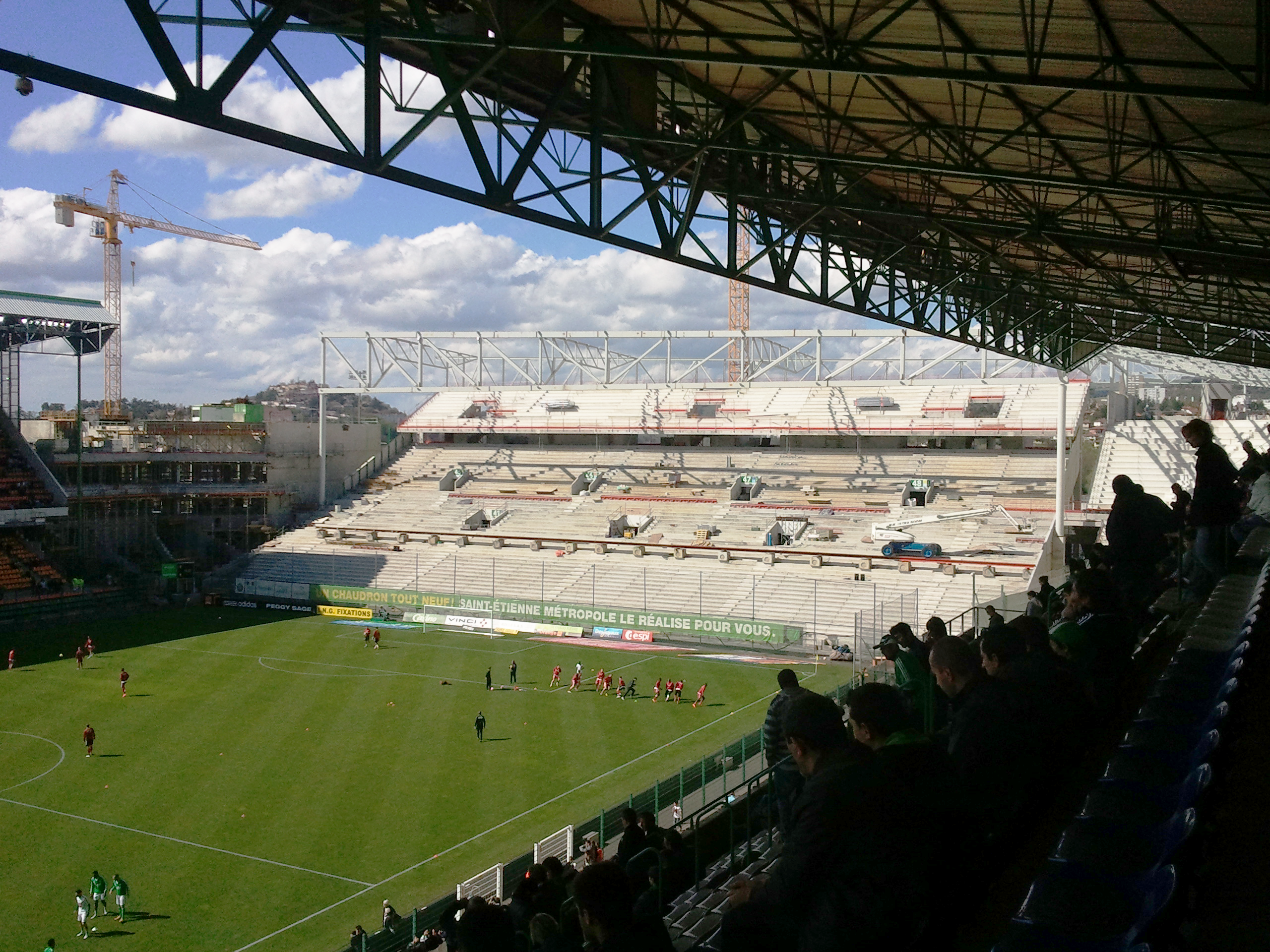
La tribune Nord du stade en travaux, le 29 avril 2012.

En 2009, les coprésidents de l'ASSE, Roland Romeyer et Bernard Caïazzo, évoquent la possibilité de construire un nouveau stade arguant notamment de la capacité parfois insuffisante de Geoffroy-Guichard pour les matchs à domicile. Cette nouvelle enceinte prendrait alors place sur un terrain vierge d'une quinzaine d'hectares, situé au Nord du musée d'art moderne ; l'étude est faite par le cabinet Barué-Boutet, proposant un stade dont la capacité évoluerait entre 45 000 et 50 000 places, sur deux niveaux. Les courbes de ce nouveau stade, dont la toiture serait faite en arceaux en résine structurelle et de fuseaux en ETFE évoquant les rubans qui ont fait la renommée de la ville, formerait une sorte de nouvelle colline entre celles de Saint-Priest-en-Jarez et de Villars. Le rendu final est présenté au salon Club 42, jouxtant Geoffroy-Guichard, par les deux présidents, ainsi que le coût de cette nouvelle infrastructure : 200 millions d'euros. Ce nouveau stade permettrait alors à l'AS Saint-Étienne de bénéficier directement des retombées économiques, en étant alors le propriétaire, ce qui n'est pas le cas de l'actuelle enceinte, le club n'étant que le locataire.
Le projet provoque une vive opposition de la part des quatre principaux groupes de supporters stéphanois qui souhaitent conserver leur Chaudron et organisent une manifestation le 4 juillet 2009. Cette manifestation est organisée à titre symbolique, pour démontrer la capacité des supporters à s'unir, car dès fin juin la municipalité avait tranché en faveur de la rénovation du stade.
En effet, Maurice Vincent, maire de Saint-Étienne, opte pour la rénovation du stade, qui permet de garder l'âme du mythique Chaudron de Saint-Étienne en centre-ville, plutôt qu'une nouvelle construction et en fait un stade avec des coûts de rénovation les mieux maîtrisés en France.
Quatre projets sont déposés et le projet retenu est présenté le 22 octobre 2010. Mais le club refuse de participer à la présentation arguant du fait qu'il n'a pas été assez consulté et qu'il n'a pas fait partie du jury final.
Le projet retenu est celui du cabinet d'architecture parisien Chaix et Morel et porté par le groupement Léon Grosse. Il prévoit la fermeture partielle de l'enceinte avec le comblement de trois des angles. Un musée est prévu sous la tribune. La capacité du stade est portée à 41 965 places. Ces travaux, dont le coût est estimé à 70 millions d'euros, ont également pour but de mettre le stade aux normes UEFA dans la perspective de l'Euro 2016.
Le 20 mai 2011, la Fédération française de football (FFF) annonce que le stade n'est retenu que comme « stade de réserve » pour les matchs de l'Euro. Le maire de la ville, Maurice Vincent, dépose alors un recours auprès de la FFF afin de réintégrer la ville dans la liste. C'est ainsi que Michel Platini, alors président de l'UEFA, annonce le 16 juin 2011 que Saint-Étienne est repêché.
En septembre 2012, Saint-Étienne Métropole annonce que le quatrième angle jusque-là vide, entre les tribunes Snella et Point, accueillera une tribune basse contenant un peu plus de mille places ; une tribune supérieure pourrait, au besoin, être créée, à l'image de l'angle nord-est.
Les travaux débutent à la fin du mois de mai 2011 et s'étalent jusqu'en décembre 2014, nécessitant de fermer les quatre tribunes l'une après l'autre. Ils sont prévus en trois phases :
- juin 2011 - septembre 2012/novembre 2012[h],[24] (prévue à l'origine : juin 2011 - juin 2012) : réhabilitation de la tribune Charles Paret + création des angles nord-est et nord-ouest
- septembre 2012 - été 2013 (prévue à l'origine : juin 2012 - juin 2013) : réhabilitation des tribunes Jean Snella, Henri Point et Pierre Faurand (côté nord) + création des angles sud-ouest et sud-est[22]
- été 2013 - fin 2014 : réhabilitation de la tribune Pierre Faurand (côté sud)

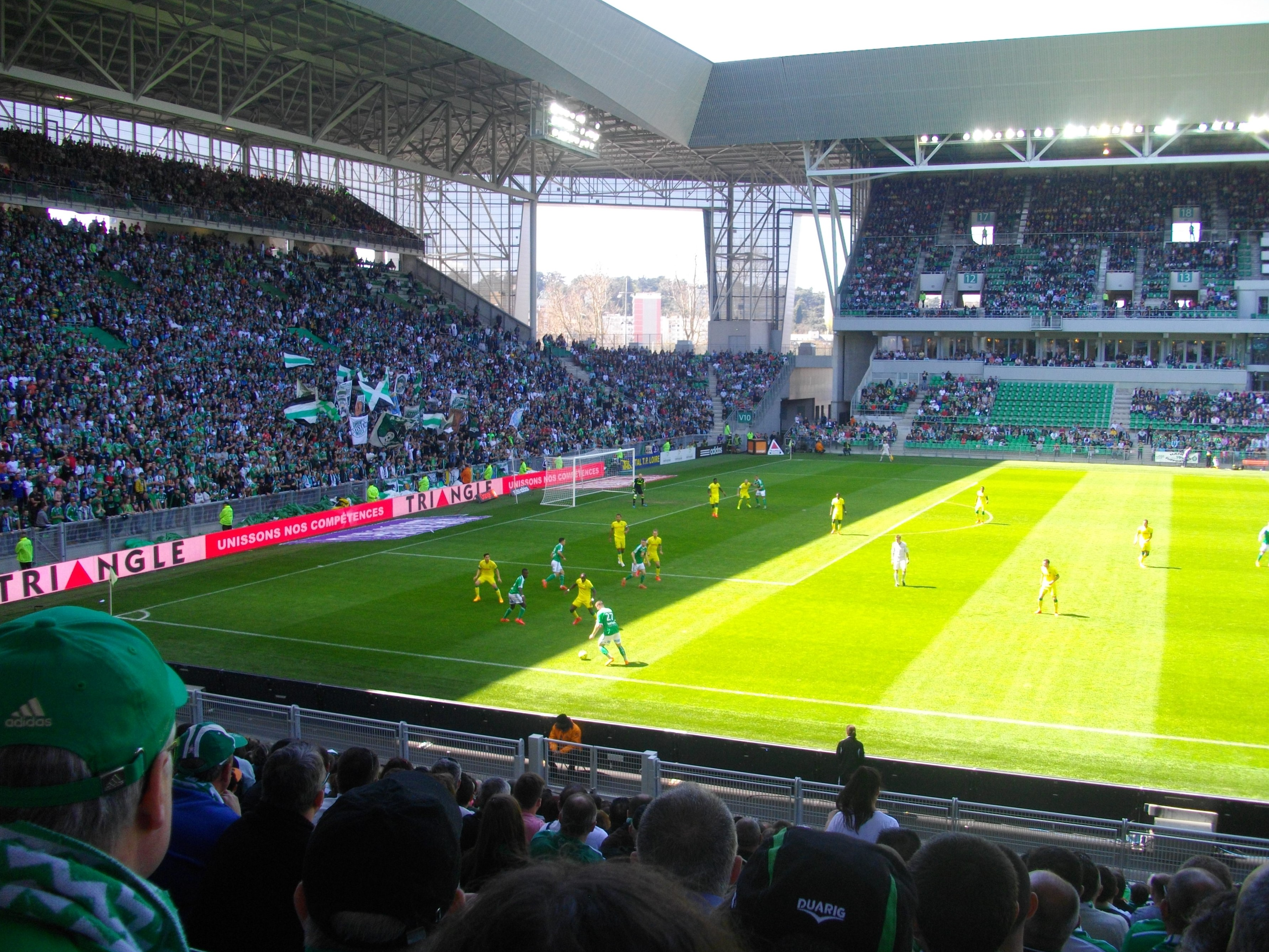
Match de Ligue 1 - ASSE - FC Nantes (2015).

La première pierre des travaux de rénovation est posée symboliquement le 13 septembre 2011, le jour des 80 ans du stade.
En mai 2014, Saint-Étienne Métropole décide de lancer un appel d'offres pour une rénovation complète de la pelouse fortement critiquée lors de l'hiver 2013/2014 . La solution retenue prévoit l'implantation de toutes les technologies pour une pelouse du plus haut standard en vue de l'Euro 2016 : pelouse hybride AirFibr de nouvelle génération qui inclut en dessous un système de mise hors gel à résistance électrique, et un système de luminothérapie. Le tout avec un rehaussement de 20 cm de la pelouse, pour améliorer la visibilité des supporters comme le préconise l'UEFA.

## Affluence

### Records
Le 16 février 1964, le club reçoit le voisin lyonnais, 33 526 spectateurs garnissent les tribunes avant les rénovations effectuées par la mairie. Le 26 novembre 1969 lors d'un match de coupe d'Europe contre le Legia Varsovie, l'affluence atteint 38 309 spectateurs dans la configuration « stade à l'anglaise ». Mais le record d'affluence au stade Geoffroy-Guichard date du 11 mai 1985 pour un quart de finale de coupe de France face au Lille OSC : 47 717 personnes remplissent « le Chaudron ».
À la suite de travaux de rénovation en 1997, la capacité d'accueil du stade a été diminuée et le record dans cette configuration date du derby face à l'Olympique lyonnais en 2005-2006, avec 35 352 spectateurs. Depuis cette date et une nouvelle rénovation du stade durant la décennie 2010 qui a rehaussé le nombre de spectateurs possible, un nouveau record d'affluence a été atteint le 20 janvier 2019 lors d'un match de Ligue 1 face à l'Olympique Lyonnais avec 41 594 spectateurs.
Par ailleurs, le record d'affluence du club[réf. nécessaire] pour un match de deuxième division est de 41 985 spectateurs, lors d'un derby avec Le Puy Foot 43 Auvergne lors de la saison 1985-1986.
|    | Affluence | Date            | Match                                                |
| -- | --------- | --------------- | ---------------------------------------------------- |
| 1  | 47 747    | 11 mai 1985     | Lille OSC (coupe de France, quart de finale)         |
| 2  | 46 352    | 16 avril 1985   | RC Lens (coupe de France, huitième de finale)        |
| 3  | 45 789    | 19 juin 1984    | Yougoslavie (Euro 1984)                              |
| 4  | 45 000    | 19 mai 1984     | RC Paris (finale barrage D1/D2)                      |
| 5  | 44 820    | 28 mars 1987    | Olympique de Marseille (Division 1)                  |
| 6  | 44 633    | 25 avril 1990   | Olympique de Marseille (Division 1)                  |
| 7  | 44 474    | 27 février 1988 | Olympique de Marseille (Division 1)                  |
| 8  | 42 584    | 24 août 1985    | USF Le Puy (Division 2)                              |
| 9  | 41 594    | 20 janvier 2019 | Olympique Lyonnais (Ligue 1)                         |
| 10 | 41 492    | 22 février 2017 | Manchester United (Ligue Europa, seizième de finale) |

### Moyenne
La moyenne d'affluence fluctue avec les résultats de l'équipe. De 12 455 lors de la saison 1968-1969, elle monte à 20 797 en 1978-1979. Les travaux de rénovation (notamment en 1998 et 2010-2012) ou les descentes en D2 (2001-2004) font baisser les affluences. L'affluence la plus forte est celle de la saison 2013-2014 avec 30 595 spectateurs.

 Les points roses indiquent les saisons jouées en D2.

## Utilisations du stade
D'abord avec une enceinte omnisports, le stade Geoffroy-Guichard est utilisé essentiellement pour accueillir les matchs de football de l'ASSE depuis la suppression de la piste d'athlétisme en 1957. Ce qui n'empêche pas d'autres événements, sportifs ou culturels, de s'y dérouler.
L'équipe de France de football y a par exemple joué à sept reprises et des compétitions internationales s'y sont déroulées, notamment des matchs de Coupe du monde de la FIFA et de Championnat d'Europe. Par ailleurs, le rugby à XV y est également présent avec la réception de certaines rencontres de Coupe du monde, ainsi que des matchs de l'ASM Clermont et, depuis 2010 et la montée en puissance du club de rugby local devenu professionnel, du CASE Loire Sud Rugby. Le stade est également utilisé de manière exceptionnelle pour certains concerts.

### Matchs internationaux

#### Football masculin

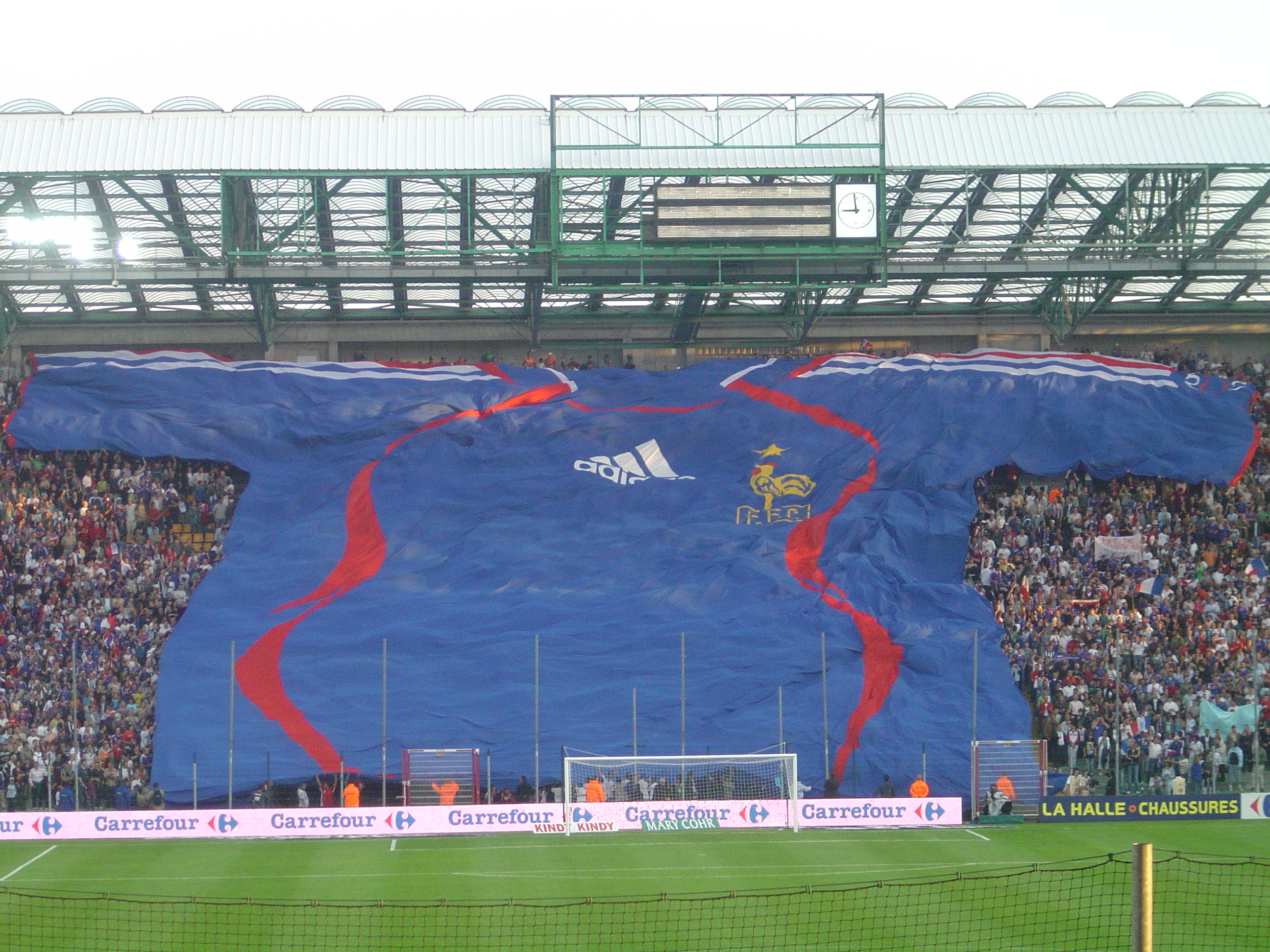
Supporters lors du match amical France-Chine en 2006.

Outre des matchs amicaux de l'équipe de France, le stade Geoffroy-Guichard a accueilli des matchs de grandes compétitions internationales, comme l'Euro 1984, la Coupe du monde 1998, la Coupe des confédérations 2003 et l'Euro 2016.
| Date             | Match                                         | Contexte                                                | Affluence |
| ---------------- | --------------------------------------------- | ------------------------------------------------------- | --------- |
| 14 juin 1984     | Espagne 1 - 1 Roumanie                        | Euro 1984 - Premier tour (Groupe 2)                     | 17 012    |
| 19 juin 1984     | France 3 - 2 Yougoslavie                      | Euro 1984 - Premier tour (Groupe 1)                     | 45 789    |
| 8 octobre 1994   | France 0 - 0 Roumanie                         | Euro 1996 - Éliminatoires (Groupe 1)                    | 31 144    |
| 12 novembre 1997 | France 2 - 1 Écosse                           | Match amical                                            | 19 514    |
| 14 juin 1998     | Yougoslavie 1 - 0 Iran                        | Coupe du monde 1998 - Premier tour (Groupe F)           | 30 392    |
| 17 juin 1998     | Chili 1 - 1 Autriche                          | Coupe du monde 1998 - Premier tour (Groupe B)           | 30 600    |
| 19 juin 1998     | Espagne 0 - 0 Paraguay                        | Coupe du monde 1998 - Premier tour (Groupe D)           | 30 600    |
| 23 juin 1998     | Écosse 0 - 3 Maroc                            | Coupe du monde 1998 - Premier tour (Groupe A)           | 30 600    |
| 25 juin 1998     | Pays-Bas 2 - 2 Mexique                        | Coupe du monde 1998 - Premier tour (Groupe E)           | 30 600    |
| 30 juin 1998     | Argentine 2 - 2 a.p., 4 - 3 t.a.b. Angleterre | Coupe du monde 1998 - 1/8e de finale                    | 30 600    |
| 19 juin 2003     | Turquie 2 - 1 États-Unis                      | Coupe des confédérations 2003 - Premier tour (Groupe B) | 16 944    |
| 20 juin 2003     | France 2 - 1 Japon                            | Coupe des confédérations 2003 - Premier tour (Groupe A) | 33 070    |
| 22 juin 2003     | Japon 0 - 1 Colombie                          | Coupe des confédérations 2003 - Premier tour (Groupe A) | 24 541    |
| 23 juin 2003     | Brésil 2 - 2 Turquie                          | Coupe des confédérations 2003 - Premier tour (Groupe B) | 29 170    |
| 28 juin 2003     | Turquie 2 - 1 Colombie                        | Coupe des confédérations 2003 - Match pour la 3e place  | 18 237    |
| 7 juin 2006      | France 3 - 1 Chine                            | Match amical                                            | 34 147    |
| 2 juin 2009      | France 0 - 1 Nigeria                          | Match amical                                            | 25 000    |
| 29 mars 2015     | France 2 - 0 Danemark                         | Match amical                                            | 38 458    |
| 14 juin 2016     | Portugal 1 - 1 Islande                        | Euro 2016 - Premier tour (Groupe F)                     | 38 742    |
| 17 juin 2016     | Tchéquie 2 - 2 Croatie                        | Euro 2016 - Premier tour (Groupe D)                     | 38 376    |
| 20 juin 2016     | Slovaquie 0 - 0 Angleterre                    | Euro 2016 - Premier tour (Groupe B)                     | 39 051    |
| 25 juin 2016     | Suisse 1 - 1 a.p., 4 - 5 t.a.b. Pologne       | Euro 2016 - 1/8e de finale                              | 38 842    |

- Équipe de France

| Liste des matchs de l'équipe de France de football disputés au stade Geoffroy-Guichard | Liste des matchs de l'équipe de France de football disputés au stade Geoffroy-Guichard | Liste des matchs de l'équipe de France de football disputés au stade Geoffroy-Guichard | Liste des matchs de l'équipe de France de football disputés au stade Geoffroy-Guichard | Liste des matchs de l'équipe de France de football disputés au stade Geoffroy-Guichard | Liste des matchs de l'équipe de France de football disputés au stade Geoffroy-Guichard | Liste des matchs de l'équipe de France de football disputés au stade Geoffroy-Guichard |
| N°                                                                                     | Date                                                                                   | Match                                                                                  | Score                                                                                  | Compétition                                                                            | Affluence                                                                              |                                                                                        |
| -------------------------------------------------------------------------------------- | -------------------------------------------------------------------------------------- | -------------------------------------------------------------------------------------- | -------------------------------------------------------------------------------------- | -------------------------------------------------------------------------------------- | -------------------------------------------------------------------------------------- | -------------------------------------------------------------------------------------- |
| 1                                                                                      | 19 juin 1984                                                                           | France - Yougoslavie                                                                   | 3-2                                                                                    | Euro 1984 (1er tour)                                                                   | 45 789                                                                                 |                                                                                        |
| 2                                                                                      | 8 octobre 1994                                                                         | France - Roumanie                                                                      | 0-0                                                                                    | Éliminatoires de l'Euro 1996                                                           | 31 144                                                                                 |                                                                                        |
| 3                                                                                      | 12 novembre 1997                                                                       | France - Écosse                                                                        | 2-1                                                                                    | Match amical                                                                           | 19 514                                                                                 |                                                                                        |
| 4                                                                                      | 20 juin 2003                                                                           | France - Japon                                                                         | 2-1                                                                                    | Coupe des confédérations 2003 (1er tour)                                               | 33 070                                                                                 |                                                                                        |
| 5                                                                                      | 7 juin 2006                                                                            | France - Chine                                                                         | 3-1                                                                                    | Match amical                                                                           | 34 147                                                                                 |                                                                                        |
| 6                                                                                      | 2 juin 2009                                                                            | France - Nigeria                                                                       | 0-1                                                                                    | Match amical                                                                           | 25 000                                                                                 |                                                                                        |
| 7                                                                                      | 29 mars 2015                                                                           | France - Danemark                                                                      | 2-0                                                                                    | Match amical                                                                           | 38 458                                                                                 |                                                                                        |

#### Football féminin
| Date             | Match                   | Contexte                           | Affluence |
| ---------------- | ----------------------- | ---------------------------------- | --------- |
| 16 novembre 2002 | France 1 - 0 Angleterre | Qualifications Coupe du monde 2003 | 23 680    |
| 5 octobre 2018   | France 2 - 0 Australie  | Match amical                       | 10 815    |
| 4 juin 2024      | France 1 - 2 Angleterre | Qualifications Euro 2025           | 10 194    |

#### Rugby à XV masculin
| Date             | Match                 | Contexte   | Affluence |
| ---------------- | --------------------- | ---------- | --------- |
| 24 novembre 2001 | France 77 - 10 Fidji  | Test match | 33 500    |
| 12 août 2023     | France 30 - 27 Écosse | Test match | 41 101    |

### Coupe du monde de rugby 2007
Le stade a notamment reçu trois rencontres de la Coupe du monde de rugby 2007.

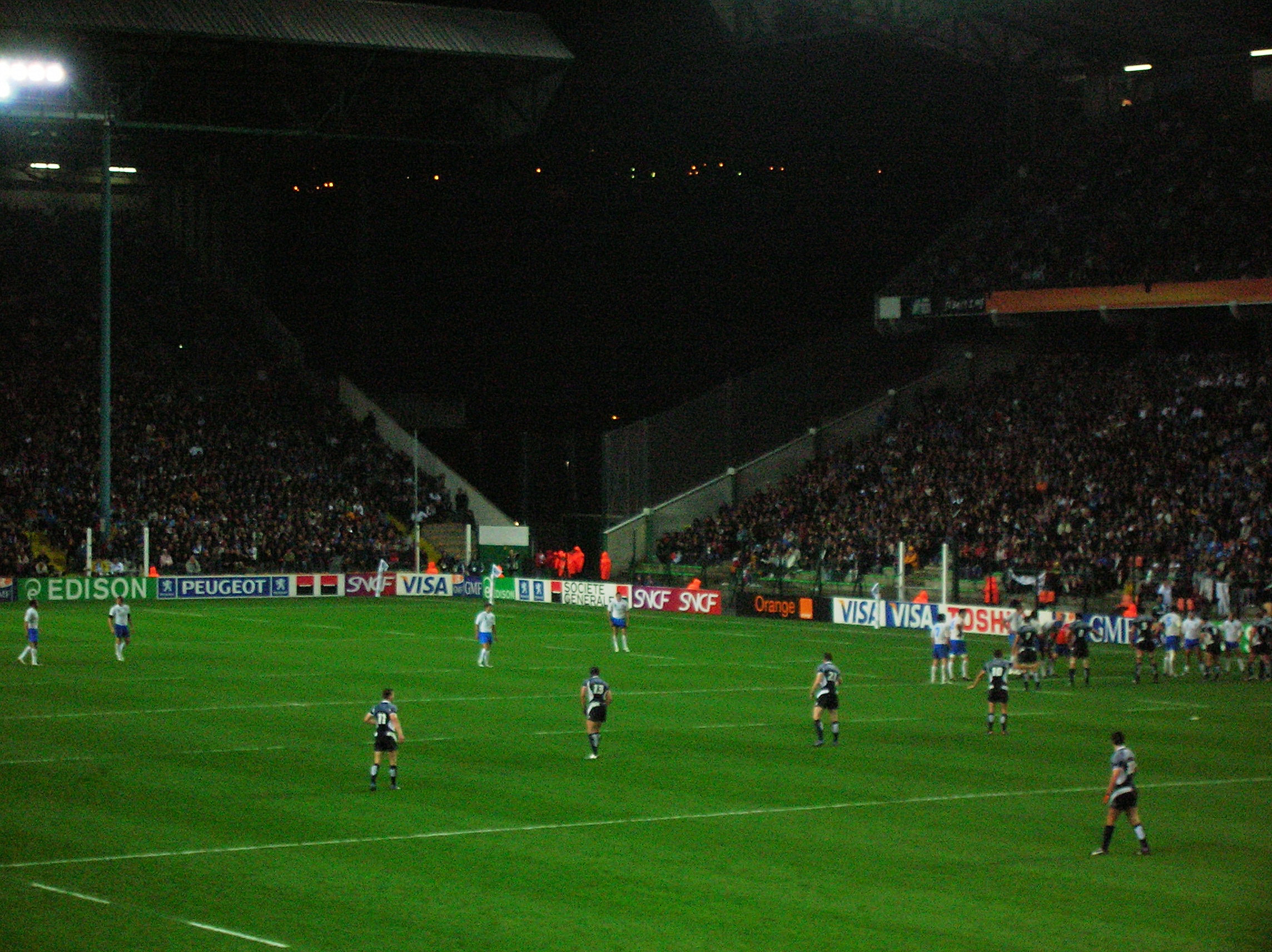
Écosse-Italie pour la Coupe du monde de rugby 2007.

| Date              | Match                    | Contexte                          | Affluence |
| ----------------- | ------------------------ | --------------------------------- | --------- |
| 9 septembre 2007  | Écosse 56 - 10 Portugal  | Coupe du monde de rugby à XV 2007 | 34 162    |
| 26 septembre 2007 | Samoa 25 - 21 États-Unis | Coupe du monde de rugby à XV 2007 | 33 616    |
| 29 septembre 2007 | Écosse 18 - 16 Italie    | Coupe du monde de rugby à XV 2007 | 35 616    |

### Coupe du monde de rugby 2023

Coupe du monde de rugby

Le stade a accueilli quatre rencontres de la Coupe du monde de rugby à XV 2023.
| Date              | Heure   | Équipe 1  | Résultat | Équipe 2 | Tour              | Affluence |
| ----------------- | ------- | --------- | -------- | -------- | ----------------- | --------- |
| 9 septembre 2023  | 13 h    | Italie    | 52 - 8   | Namibie  | 1er tour, poule B | 35 515    |
| 17 septembre 2023 | 17 h 45 | Australie | 15- 22   | Fidji    | 1er tour, poule C | 41 294    |
| 22 septembre 2023 | 17 h 45 | Argentine | 19-10    | Samoa    | 1er tour, poule D | 38 358    |
| 1er octobre 2023  | 17 h 45 | Australie | 34-14    | Portugal | 1er tour, poule C | 41 342    |

### Jeux olympiques d'été de 2024

Jeux olympique

Le stade a accueilli six rencontres :
- Tournoi féminin de football aux Jeux olympiques d'été de 2024

| Date            | Heure | Équipe 1 | Résultat | Équipe 2         | Tour               | Affluence |
| --------------- | ----- | -------- | -------- | ---------------- | ------------------ | --------- |
| 25 juillet 2024 | 17h00 | Canada   | 2 - 1    | Nouvelle-Zélande | 1er tour, Groupe A | 2 674     |
| 28 juillet 2024 | 21h00 | France   | 1 - 2    | Canada           | 1er tour, Groupe A | 17 555    |
| 31 juillet 2024 | 19h00 | Zambie   | 1 - 4    | Allemagne        | 1er tour, Groupe B | 2 642     |

- Tournoi masculin de football aux Jeux olympiques d'été de 2024

| Date            | Heure | Équipe 1   | Résultat | Équipe 2 | Tour               | Affluence |
| --------------- | ----- | ---------- | -------- | -------- | ------------------ | --------- |
| 30 juillet 2024 | 19h00 | États-Unis | 3 - 0    | Guinée   | 1er tour, Groupe A | 6 245     |
| 24 juillet 2024 | 15h00 | Argentine  | 1 - 2    | Maroc    | 1er tour, Groupe B | 26 717    |
| 27 juillet 2024 | 17h00 | Ukraine    | 2 - 1    | Maroc    | 1er tour, Groupe B | 28 655    |

### Matchs de clubs

#### Football masculin (hors ASSE)
| Date             | Équipe                                           | Compétition                     | Score | Affluence |
| ---------------- | ------------------------------------------------ | ------------------------------- | ----- | --------- |
| 22 janvier 1994  | Côte-Chaude Sportif (DHR) - Paris Saint-Germain  | 32ede finale Coupe de France    | 0-10  | 32 000    |
| 8 octobre 2005   | ASSE B - ASF Andrézieux                          | CFA                             | 2-1   | 3 000     |
| 20 novembre 2005 | FC St-Joseph - SC Bastia                         | 8eT. Coupe de France            | 0-8   | 4 149     |
| 18 mars 2007     | ASSE B - Olympique lyonnais B                    | CFA                             | 1-2   | 3 412     |
| 20 avril 2015    | PNUD - ASSE All Stars                            | Match contre la pauvreté        | 7-9   | 33 913    |
| 6 janvier 2019   | ASF Andrézieux-Bouthéon - Olympique de Marseille | 32ede finale Coupe de France    | 2-0   | 15 000    |
| 29 février 2024  | Le Puy Foot - Stade rennais                      | Quart de finale Coupe de France | 1-3   | 31 414    |

#### Rugby à XV

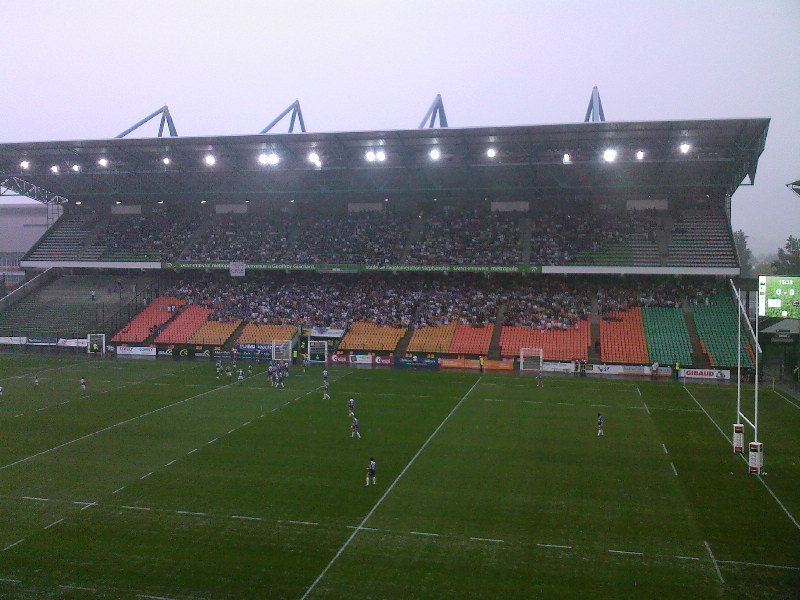
CASE Loire Sud rugby contre Bourg-en-Bresse, demi-finale aller du trophée Jean-Prat 2010.

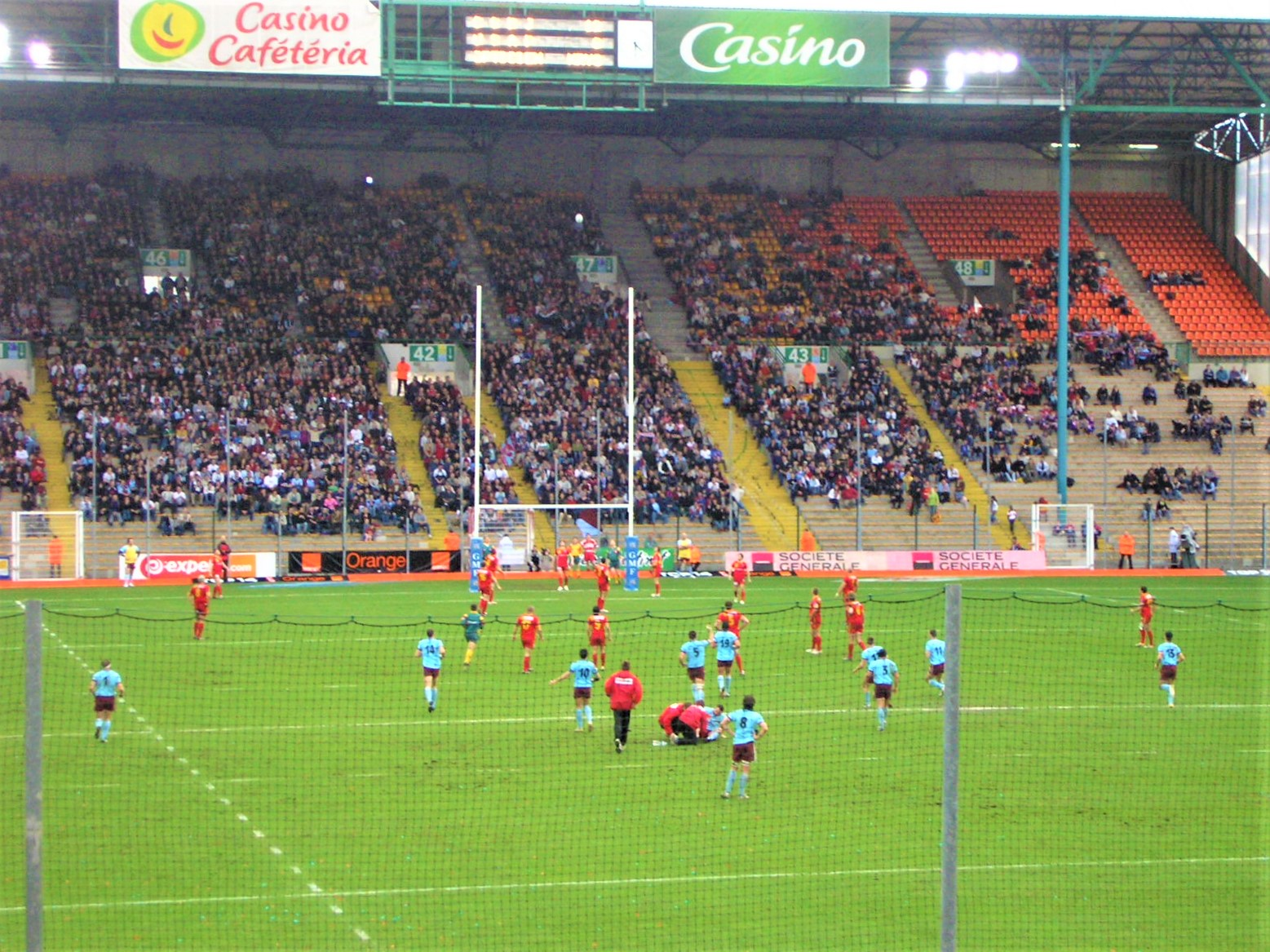
Pénalité lors de CSBJ-USAP (2006), match du Top 14.

| Date             | Équipe                                      | Compétition                                     | Score    | Affluence |
| ---------------- | ------------------------------------------- | ----------------------------------------------- | -------- | --------- |
| 5 juin 1999      | Stade français Paris - CS Bourgoin-Jallieu  | Finale du challenge Yves-du-Manoir              | 27-19    | 22 000    |
| 25 mars 2006     | CS Bourgoin-Jallieu - USA Perpignan         | Top 14                                          | 15-18    | 28 000    |
| 7 octobre 2006   | CS Bourgoin-Jallieu - ASM Clermont Auvergne | Top 14                                          | 22-28    | 22 000    |
| 15 mai 2010      | ASM Clermont - RC Toulon                    | Demi-finale du Top 14                           | 35-29 ap | 33 609    |
| 6 juin 2010      | CASE Loire Sud rugby - Bourg-en-Bresse      | Demi-finale Championnat de France de Fédérale 1 | 23-22    | 21 500    |
| 4 septembre 2010 | CASE Loire Sud rugby - US Oyonnax           | 2e journée Pro D2                               | 7–47     | 6 815     |
| 9 octobre 2010   | CASE Loire Sud rugby - Bordeaux Bègles      | 6e journée Pro D2                               | 16–48    | 8 125     |
| 8 mai 2011       | CASE Loire Sud rugby - Lyon OU              | 30e journée Pro D2                              | 14–23    | 11 000    |
| 18 avril 2015    | ASM Clermont - Saracens                     | Demi-finale de la Champions Cup                 | 13-9     | 41 500    |

### Autres manifestations
- 25 juin 1985 : concert de Bruce Springsteen durant le Born in the USA Tour. Il offrit ensuite un chèque de 10 000 dollars aux chômeurs de la ville.
- 1990 : cérémonie d'ouverture des Championnats du monde multisports d'handisport, qui se déroulent à Saint-Étienne.
- 22 juillet 2003 : concert de Johnny Hallyday, lors de sa tournée des stades (Tour 2003).
- 10 juin 2008 : concert de The Police.

Le stade a été présélectionné par le comité de candidature de Paris pour les Jeux olympiques d'été de 2024. Celui-ci accueillerait des rencontres de football.

## Environnement et accès

### Situation
Il est situé au Nord de la ville dans le quartier de Carnot Le Marais et participe aux « aménagements du quart Nord-Est de Saint-Étienne, très largement dédié à la pratique et au spectacle sportifs ». À partir de 1990, une technopole est installée dans le quartier, elle va le dynamiser. Les usines qui auparavant étaient le décor, laissent place à des grands espaces permettant la construction de parkings. Avec la rénovation pour la Coupe du monde 1998, les abords du stade sont améliorés. Des terrains sont acquis et des parkings sont construits sur une surface de 9 000 m2 face à l'entrée principale. Ces parkings sont créés sur des petites terrasses car le terrain est en pente douce. La tribune Henri Point s'ouvre désormais vers la technopole. L'une des rues d'accès au stade est rebaptisée Jean Snella, ancien entraîneur du club, afin de renforcer le caractère sportif du quartier.
Depuis octobre 2008, le secteur est aussi dynamisé par l'ouverture du Zénith de Saint-Étienne, et la salle de la comedie.

### Desserte en transports

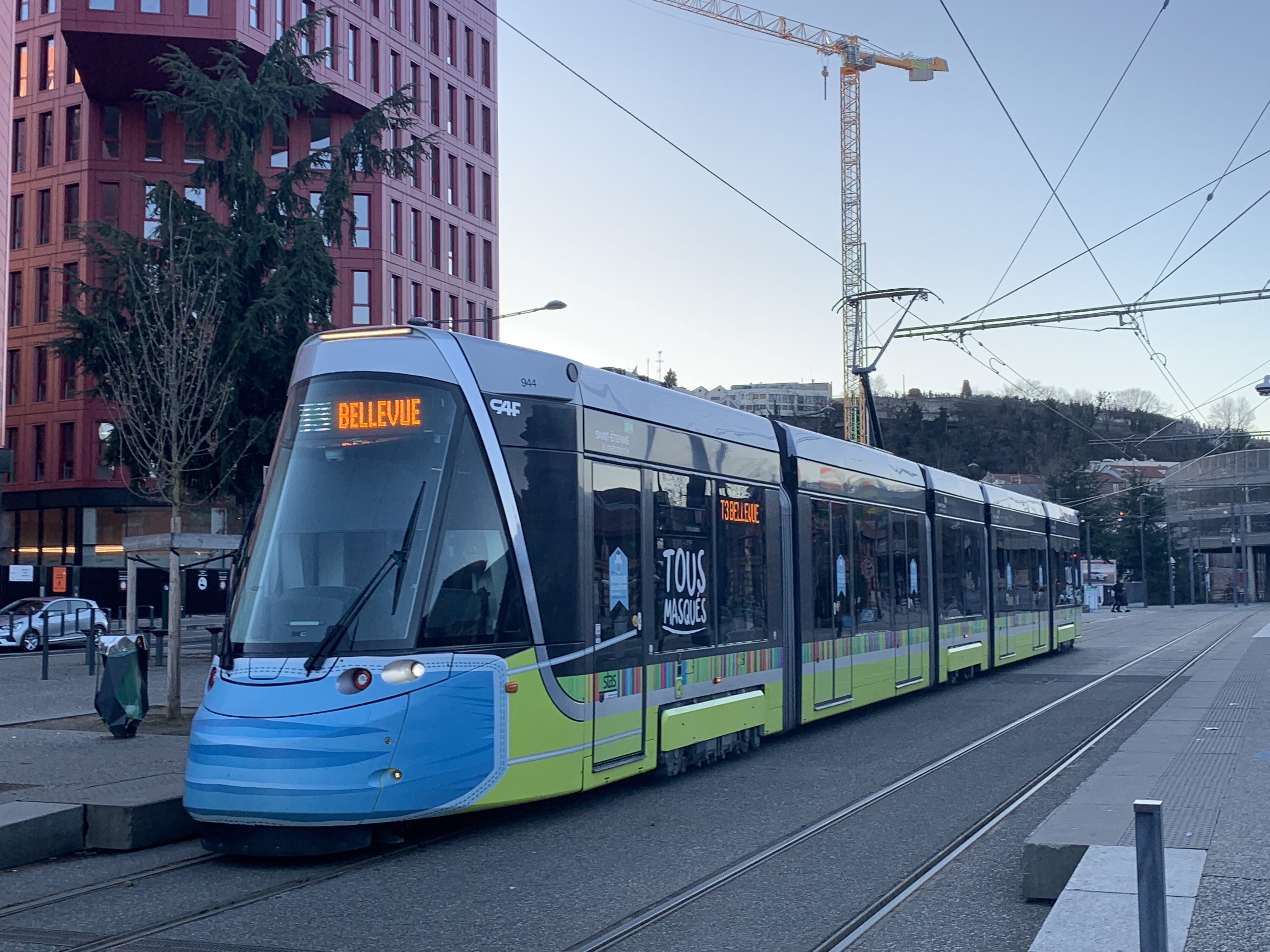
Le tramway de Saint-Étienne T3 dessert le stade Geoffroy-Guichard.

Par la route, le stade est accessible via la sortie numéro 13 Stade Geoffroy-Guichard de l'A72. L'entrée principale est desservie par la rue Paul et Pierre Guichard. La tribune Jean Snella est accessible via l'allée vladimir Durković, Charles Paret par la rue de la Tour, la tribune Henri Point par l'allée du père Chossonnière. Le parcage visiteur est accessible par la rue Bénévent puis l'allée Jean Lauer.
Par le tramway de Saint-Étienne :
• Ligne T1 : arrêt Roger Rocher (5 minutes à pied)

• Ligne T3, arrêt Geoffroy-Guichard.
Le stade est également desservi par les autobus de la société de transports de l'agglomération stéphanoise (STAS) par les lignes M9 et S9 (arrêts Technopôle ou Productique).
Ainsi que d'une station de vélo Vélivert.

## Photographies

État actuel
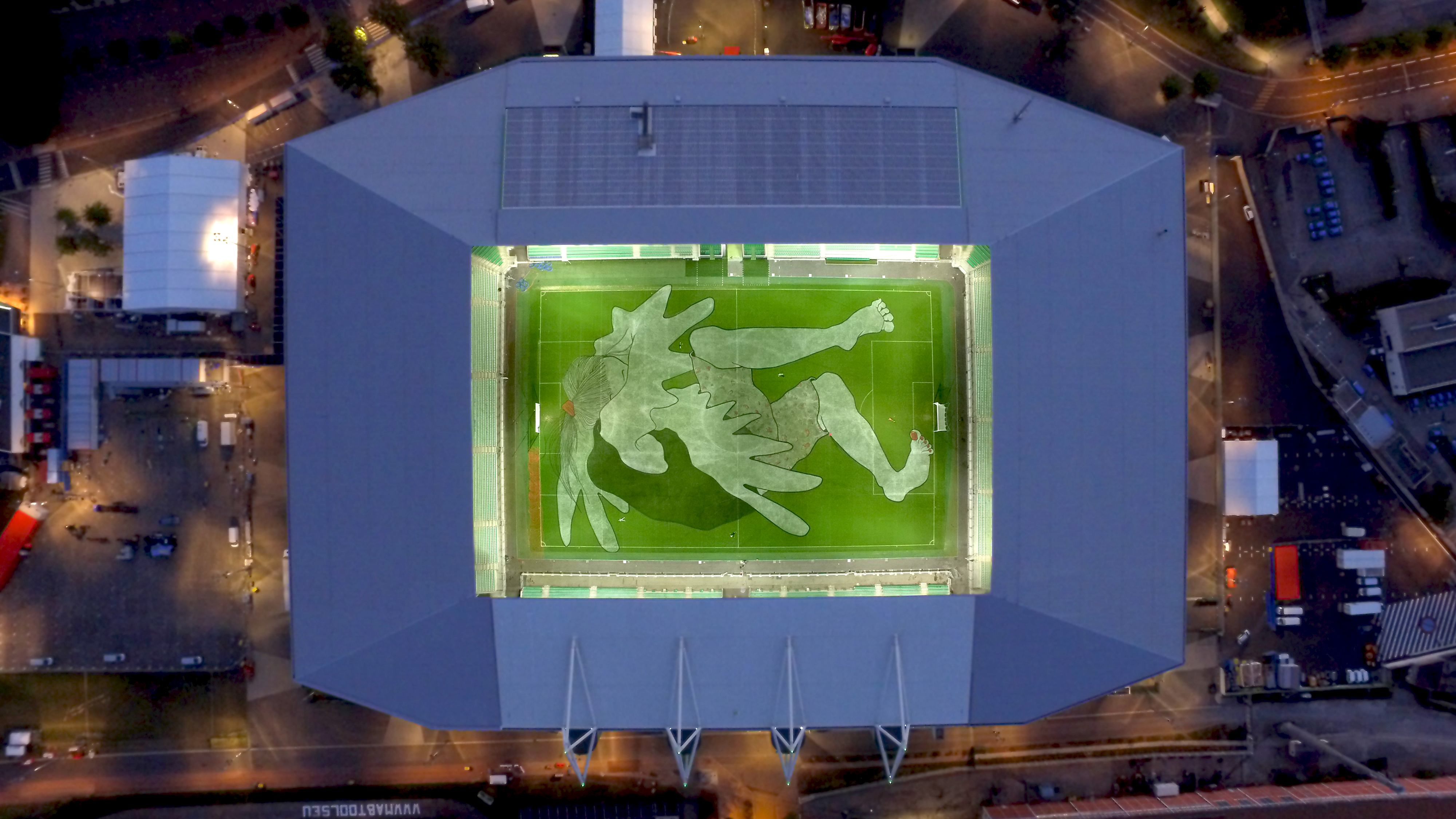
Oeuvre d'Ella et Pitr dans le stade.
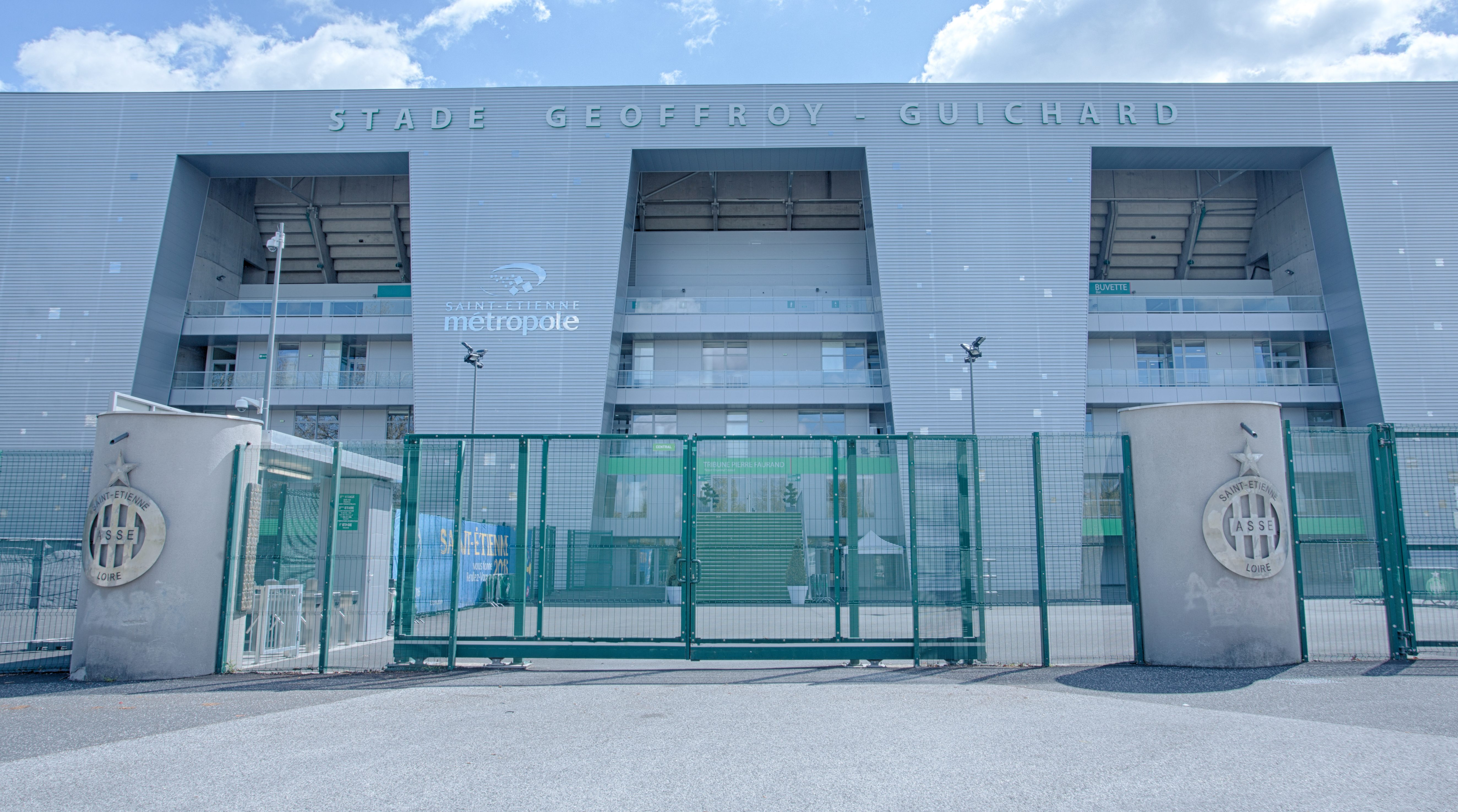
Le stade vu de l'extérieur en 2016.
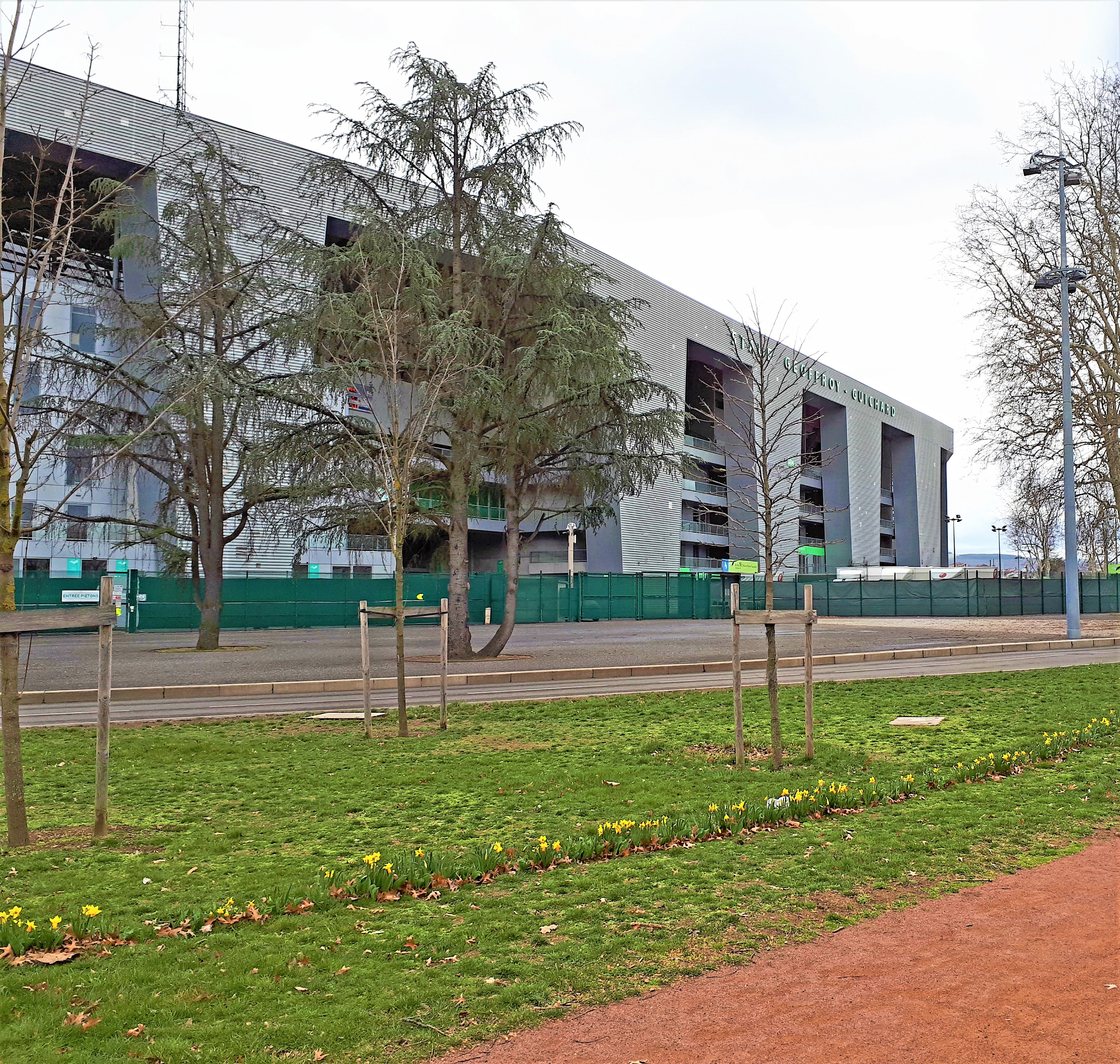
La tribune Pierre Faurand, vue de l'extérieur.

Le stade avant avant sa rénovation
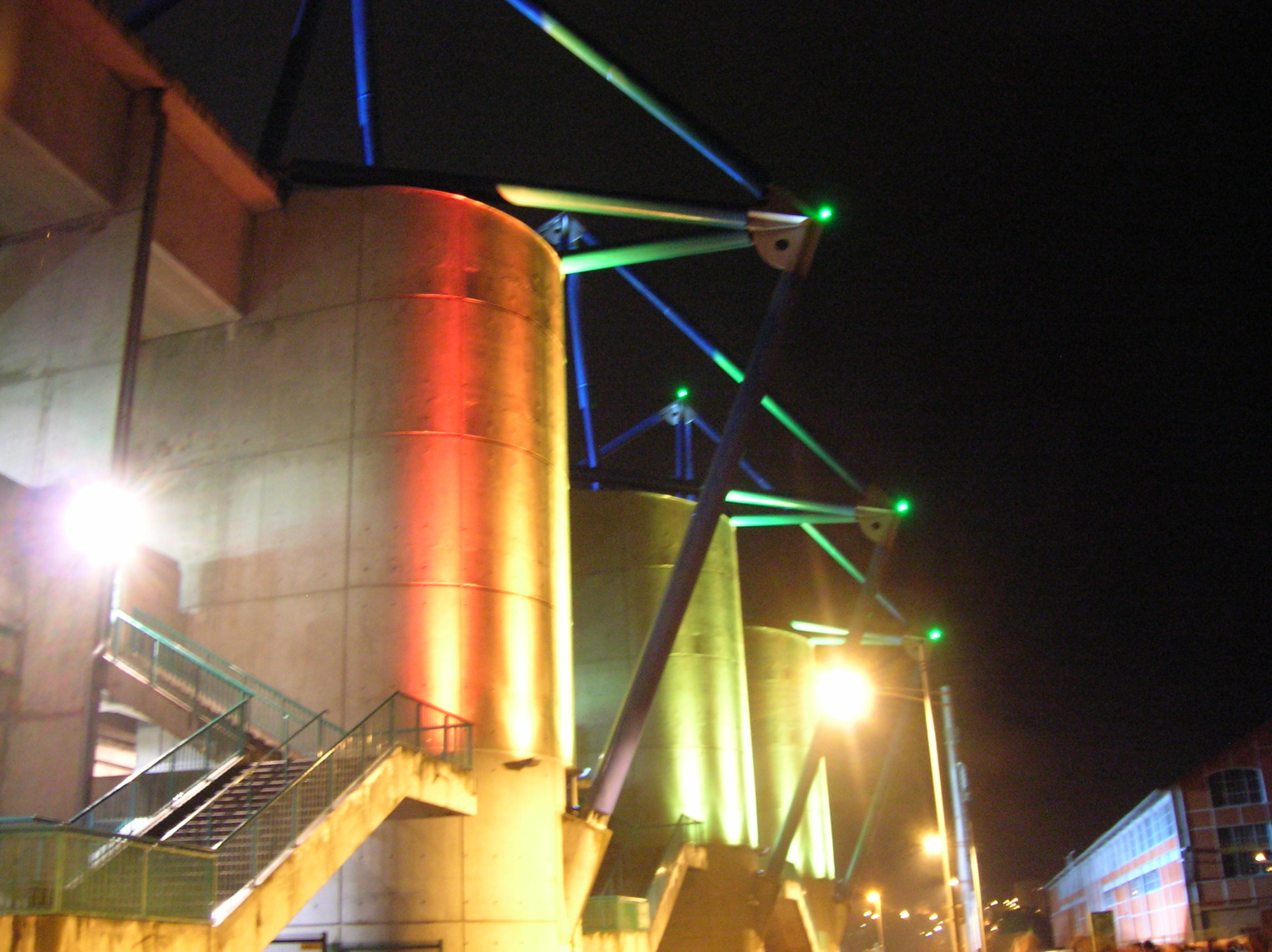
Illuminations pour la Coupe du monde de rugby à XV 2007.
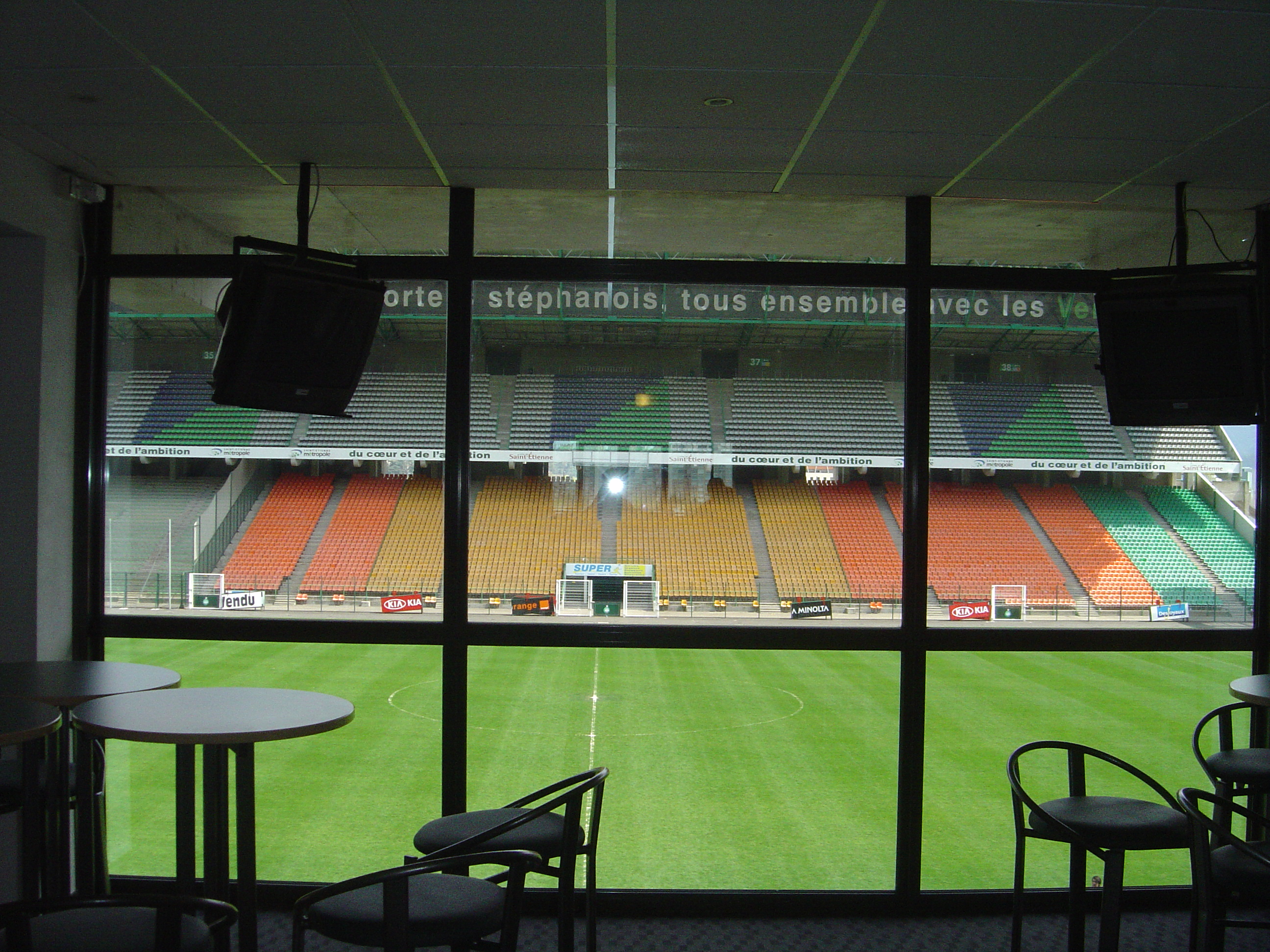
Vue du stade depuis le Salon Platini en 2006 avant rénovation.
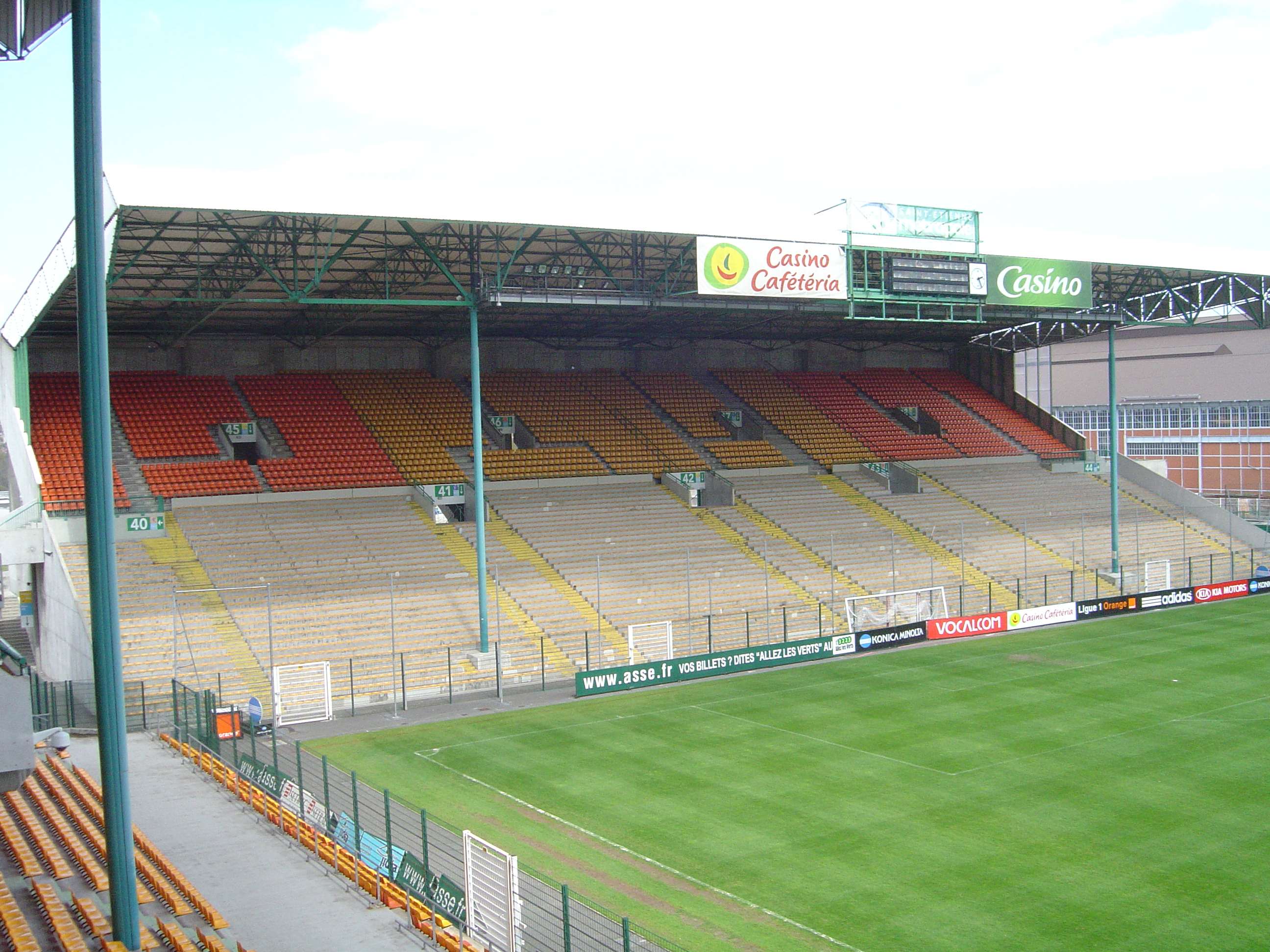
Tribune Charles Paret, Kop nord, avant rénovation.
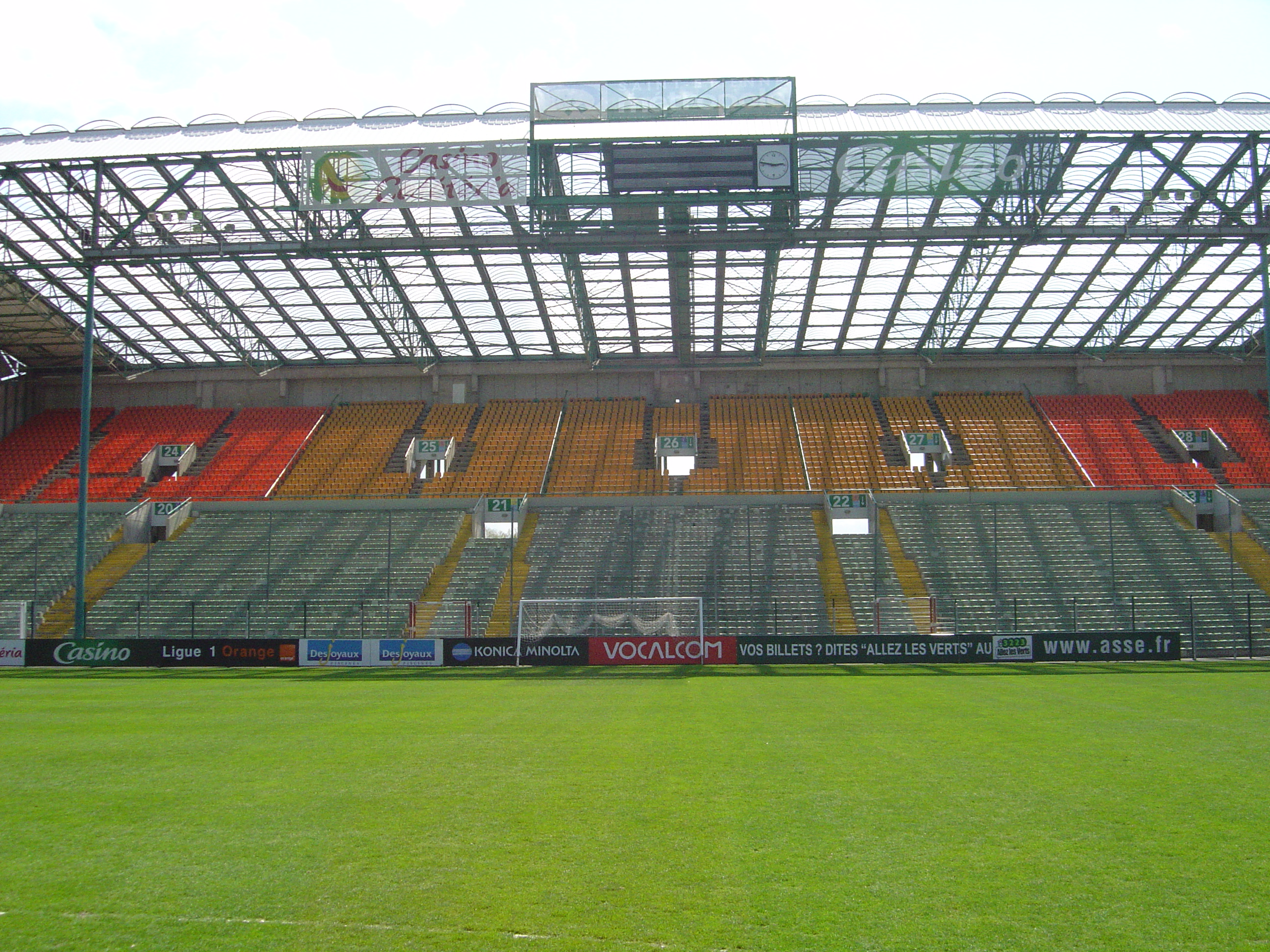
Tribune Jean Snella, Kop sud, avant rénovation.
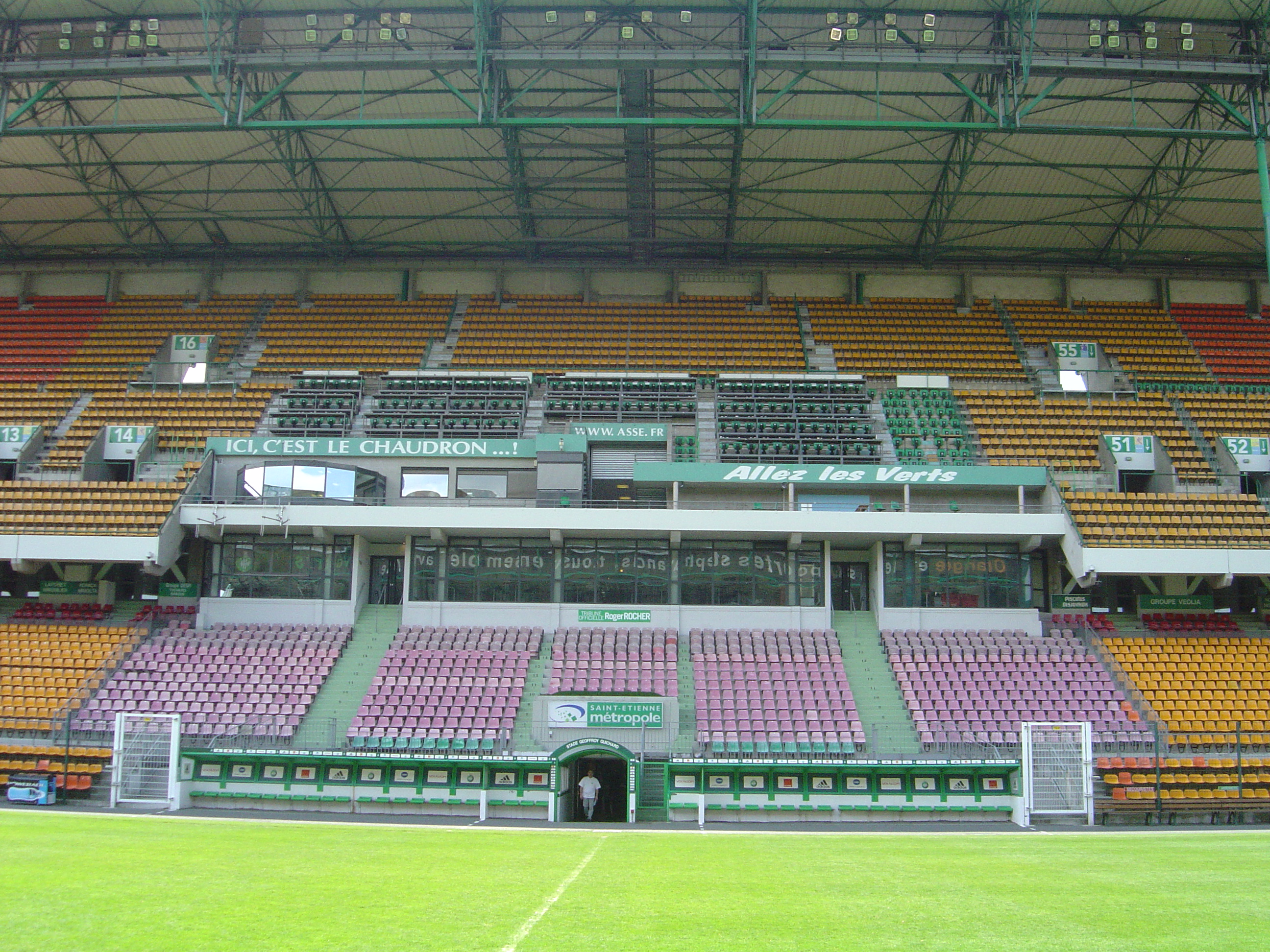
Tribune officielle et de presse, avant rénovation.